# Cosa nostra
Cosa nostra (detta comunemente mafia siciliana, o mafia per antonomasia)  è un'organizzazione criminale di tipo mafioso-terroristico presente in Italia, soprattutto in Sicilia, e in vari Stati del mondo.
L'espressione viene attualmente  

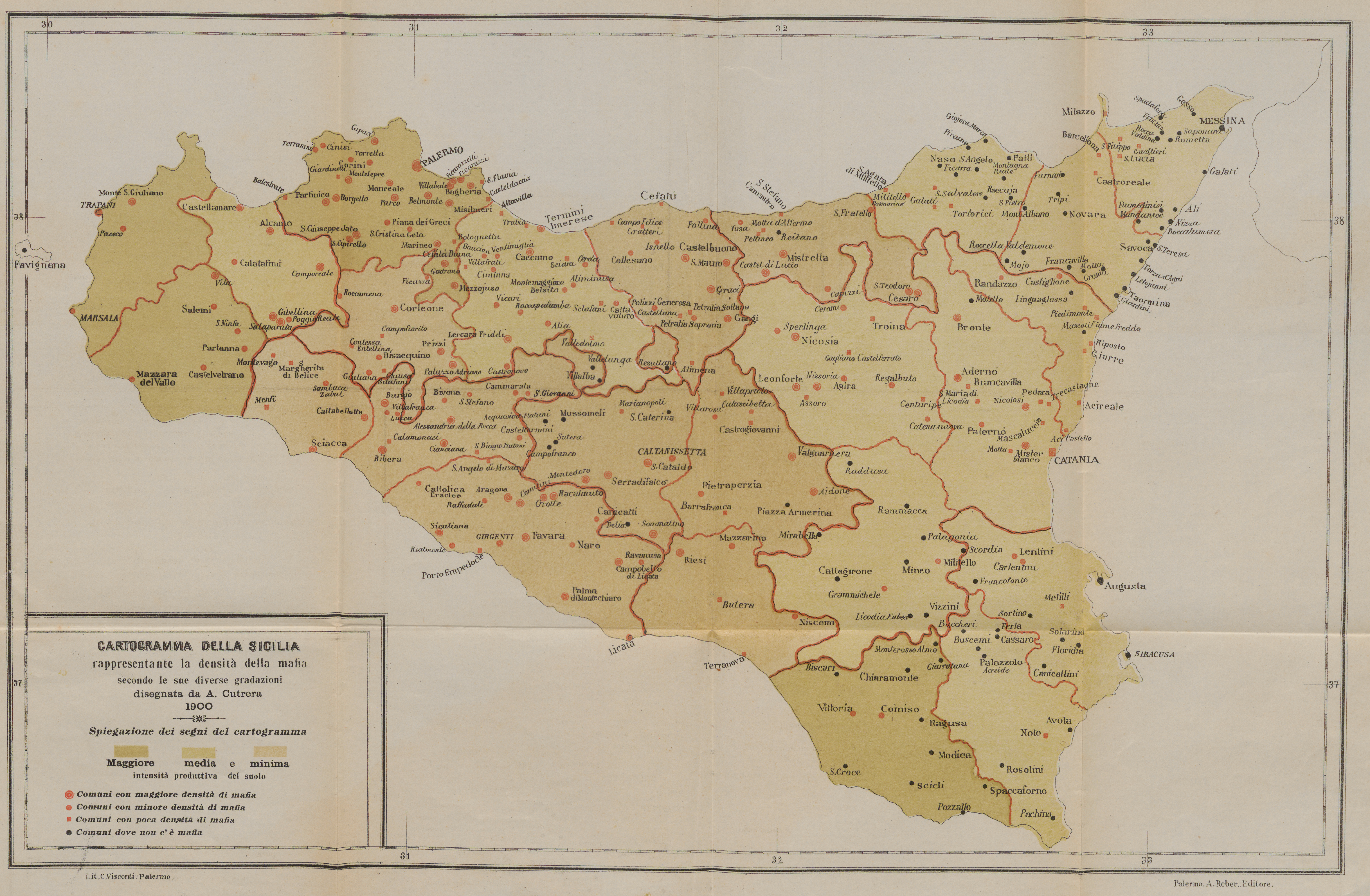
Cartogramma della Sicilia del 1900 circa, che mostra la densità mafiosa dei comuni siciliani (tratto da Antonino Cutrera, La mafia e i mafiosi. Origini e manifestazioni, Palermo, Reber Editore, 1900).

utilizzata per riferirsi esclusivamente alla mafia di origine siciliana (anche per indicare le sue ramificazioni internazionali, specie negli Stati Uniti d'America, dove viene identificata come Cosa nostra statunitense, sebbene oggi entrambe abbiano diffusione a carattere internazionale), per distinguerla dalle altre associazioni ed organizzazioni mafiose del mondo.
Gli interventi di contrasto da parte dello Stato italiano si sono fatti più decisi a partire dagli anni ottanta del XX secolo, attraverso le indagini del cosiddetto "pool antimafia" creato dal giudice Rocco Chinnici e in seguito diretto da Antonino Caponnetto. Facevano parte del pool anche i magistrati Giuseppe Di Lello, Leonardo Guarnotta, Giovanni Falcone e Paolo Borsellino. Chinnici, Falcone e Borsellino hanno pagato con la vita il loro impegno nella lotta a Cosa nostra, rimanendo vittime di spaventosi attentati insieme alle loro scorte.

## Storia

### XIX secolo

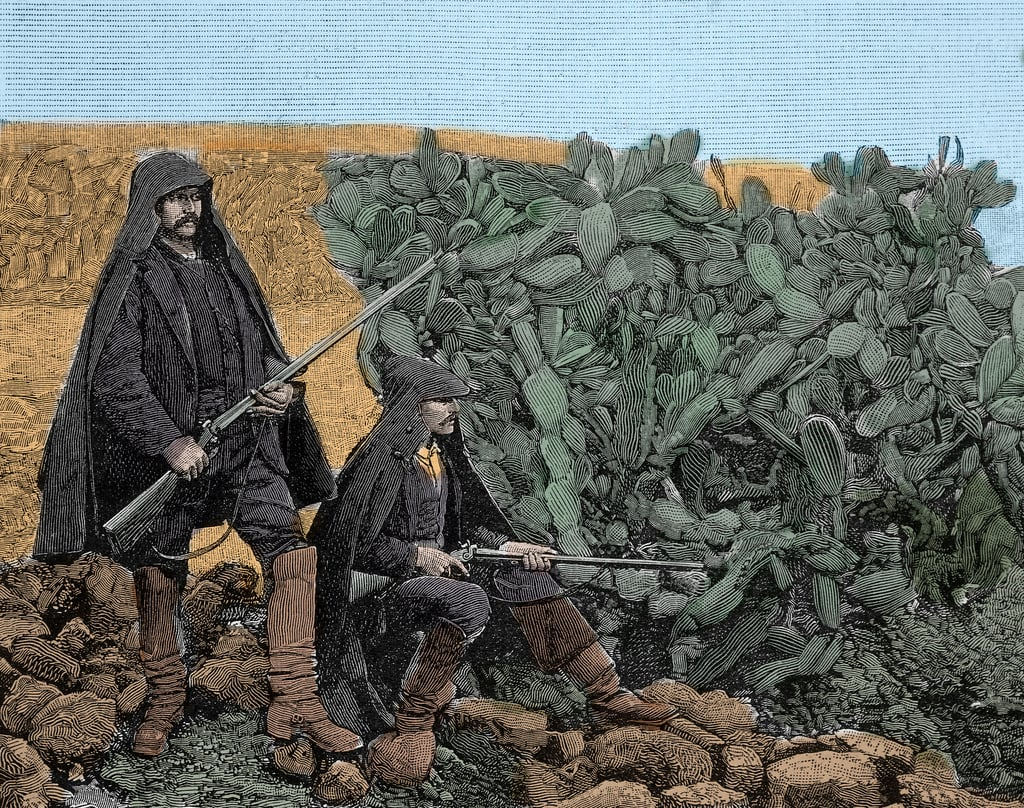
Un'illustrazione raffigurante due mafiosi alla fine dell'ottocento.

Sebbene sia liquidata come una leggenda popolare dagli storici, le origini di Cosa nostra si fanno risalire alla setta segreta dei Beati Paoli del XII secolo o, secondo alcuni, addirittura alla rivolta dei Vespri siciliani contro gli angioini, secondo altri, al periodo spagnolo e all'Inquisizione o, andando più indietro, alla resistenza araba all'invasione normanna. In realtà le origini sarebbero più recenti e risalirebbero ai primi del XIX secolo: esse affondano le radici nella realtà del latifondo siciliano, che caratterizzava in particolare l'economia e la società nelle province di Palermo, Trapani, Agrigento e Caltanissetta. Con l'abolizione dei privilegi feudali nel 1812, la vecchia nobiltà siciliana abbandonò definitivamente le campagne per stabilirsi nelle grandi città dell'isola e lasciò in affitto (gabella) le grandi proprietà terriere ai cosiddetti gabellotti: essi erano spesso uomini che si erano fatti da soli, che volevano sfruttare al massimo le terre da loro amministrate ma, per fare ciò, dovevano scendere a patti con le bande di briganti e predoni che infestavano le campagne ed inoltre reprimere le rivendicazioni sociali dei contadini e dei braccianti, trattati alla stregua di servi della gleba. Per questo motivo si circondarono di guardie armate a cavallo, i campieri, spesso reclutati tra la delinquenza del luogo per la loro ferocia ed audacia. La nascita di queste nuove classi sociali parassitarie (che assunsero i connotati di vere e proprie cosche o consorterie che sopperivano all'assenza della vecchia nobiltà e di un potere centrale forte), nonché la mancanza di una borghesia imprenditoriale in un'economia di tipo agricolo (ed ancora feudale) sono considerate dalla maggioranza degli storici le cause principali della nascita di Cosa nostra, che appunto ebbe la sua "culla" nel triangolo compreso tra le province di Palermo, Trapani ed Agrigento. Queste consorterie ben presto imitarono i riti e le strutture delle sette carbonare e massoniche (molto diffuse nel Regno delle Due Sicilie durante il periodo post-napoleonico) per meglio consolidare i vincoli di solidarietà e del silenzio (omertà) tra i loro adepti. Già nel 1838 il funzionario borbonico Pietro Calà Ulloa parlò in un rapporto ufficiale di «unioni, fratellanze e sette» che dalle parti di Trapani facevano le veci del governo assente e risolvevano le controversie all'interno della società.
Diverse bande di briganti e mafiosi risultarono coinvolte nei moti antiborbonici del 1848 e del 1860, consentendogli di integrarsi nel nuovo tessuto nazionale nato con l'Unità d'Italia, che non modificò in nessun modo la condizione delle classi rurali siciliane. Anzi il nuovo fenomeno della renitenza alla leva andò ad ingrossare la delinquenza isolana e le bande di briganti che ancora terrorizzavano le campagne e le zone montuose. Nel 1865 il prefetto di Palermo Filippo Antonio Gualtierio inviò al governo un rapporto in cui affermava l'esistenza della mafia, associazione criminosa capeggiata dall'ex generale garibaldino Giovanni Corrao facente parte di un complotto filoborbonico e filoclericale per rovesciare il nuovo Stato unitario: si trattò del primo documento ufficiale in cui veniva citata la parola mafia.
Grazie al parlamentare Diego Tajani, che denunciò i rapporti tra mafia e governo, Cosa nostra divenne presto oggetto del dibattito nazionale: nel 1875 un'inchiesta parlamentare promossa dalla Destra storica negò l'esistenza della mafia come associazione a delinquere ma solamente come indole tipica dei siciliani mentre un'altra indagine parallela condotta privatamente dagli studiosi toscani Leopoldo Franchetti e Sidney Sonnino concluse che i mafiosi sono «facinorosi della classe media» che si pongono come servizio d'ordine in mancanza di uno Stato centrale forte.
Una repressione decisa del fenomeno fu tentata nel 1877 dalla Sinistra storica con l'invio in Sicilia del prefetto Antonio Malusardi, il quale condusse arresti e retate di massa che sgominarono soprattutto il brigantaggio nelle campagne ma lasciarono quasi intatta la mafia, che godeva di ben altre protezioni. Infatti, con l'allargamento della platea elettorale nel 1882, il gabellotto si trasformò anche in agente elettorale per determinati candidati, che si avvalevano dei suoi particolari "servizi", ossia l'intimidazione degli elettori e i brogli veri e propri. Questo contribuì ad accrescerne ulteriormente l'influenza, godendo quindi di una quasi totale impunità garantita dal candidato eletto nel suo collegio elettorale, potere che fu incrementato con l'introduzione del suffragio universale maschile disposto da Giolitti nel 1912. Un esempio lampante è fornito dal deputato crispino Raffaele Palizzolo, noto protettore di briganti e mafiosi, che, nonostante le numerose prove a suo carico, fu completamente prosciolto dall'accusa di essere il mandante dell'omicidio del marchese Emanuele Notarbartolo, avvenuto nel 1893 e che causò clamore a livello nazionale perché l'ucciso voleva impedire ad una lobby politico-mafiosa (capeggiata appunto da Palizzolo) di impadronirsi della dirigenza del Banco di Sicilia.
Nel 1894 il Governo Crispi III sciolse con la forza il movimento d'ispirazione socialista dei fasci siciliani, che stava cercando di ottenere condizioni lavorative più eque per i contadini siciliani che subivano le angherie dei gabellotti mafiosi. Inizialmente, Cosa nostra aveva cercato di sfruttare il successo dei fasci infiltrandoli in ogni maniera ma, alla fine, scelse di schierarsi con la repressione governativa. Infatti uno dei leaders dei fasci siciliani, Bernardino Verro, finì vittima del piombo mafioso nel 1915.

### XX secolo

#### L'emigrazione negli Stati Uniti, la prima guerra mondiale e il biennio rosso

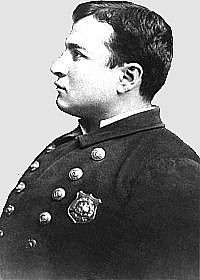
Il detective Joe Petrosino, ucciso a Palermo nel 1909.

All'inizio del secolo, con l'aumento dei flussi migratori verso gli Stati Uniti d'America, alle migliaia di emigranti siciliani che lasciarono l'isola si mescolarono spesso delinquenti mafiosi, che andarono a fondare un'organizzazione sorella d'oltreoceano specializzata nel taglieggiamento dei suoi connazionali (definita "Mano nera" perché le lettere estorsive erano spesso firmate con un'impronta di mano fatta con l'inchiostro nero). Il detective italo-americano Joe Petrosino cercò d'interrompere questo scambio criminale tra le due sponde dell'Atlantico ma finì assassinato durante una missione a Palermo nel 1909.
La prima guerra mondiale determinò il caos nell'isola, che si tradusse nella diffusa renitenza alla leva e al conseguente ingrossamento delle bande di briganti sempre operative nell'entroterra siciliano come manodopera al potere mafioso. Il biennio rosso (1919-20), caratterizzato dall'occupazione delle fabbriche nel nord Italia industriale, in Sicilia si trasformò in lotta sindacale per i diritti dei contadini e dei zolfatai sfruttati, anche stavolta soffocata con l'omicidio dei suoi leaders più carismatici, come Nicola Alongi, Sebastiano Bonfiglio e Giovanni Orcel, sempre per mano mafiosa.

#### La repressione fascista e la seconda guerra mondiale

Il prefetto Cesare Mori, incaricato da Benito Mussolini di sconfiggere la mafia.

Il fascismo ebbe un rapporto ambivalente con Cosa nostra: da un lato avviò una dura repressione poliziesca contro i suoi adepti affidata al prefetto Cesare Mori (che, similmente al suo predecessore Malusardi, si limitò a stroncare il brigantaggio nelle campagne con metodi particolarmente duri ma non riuscì ad estirpare il problema alla radice) e dall'altro, in diversi casi, intrattenne stabili rapporti con i suoi capi, come avvenne nel caso di Vito Genovese, amico personale di diversi gerarchi fascisti. Messi di fronte alla repressione del regime, alcuni boss mafiosi, come Joseph Bonanno e Salvatore Maranzano, preferirono emigrare negli Stati Uniti, andando ad ingrossare le file di Cosa nostra statunitense.
Una teoria divenuta molto popolare afferma che Cosa nostra siciliana, nelle persone dei boss Calogero Vizzini e Giuseppe Genco Russo, fu arruolata dai servizi segreti statunitensi grazie ai buoni uffici del boss siculo-americano Lucky Luciano per facilitare lo sbarco alleato sull'isola nel luglio 1943. A parte contraddittorie testimonianze e l'effettiva circostanza che diversi sindaci nominati dall'AMGOT (il governo militare alleato della Sicilia occupata diretto dal colonnello Charles Poletti) dopo lo sbarco fossero noti mafiosi, questa teoria non risulta provata ed è considerata dagli storici alla stregua di un mito. La nomina dei sindaci mafiosi andava ricercata nel fatto che le truppe alleate fossero alla ricerca di antifascisti da sostituire alle autorità locali di regime e i boss potevano benissimo presentarsi come tali perché reduci della persecuzione messa in atto dal prefetto Mori.

#### Il secondo dopoguerra
L'immediato dopoguerra fu caratterizzato dall'occupazione delle terre incolte del latifondo da parte di movimenti organizzati di contadini e braccianti, che avevano rialzato la testa dopo la promulgazione delle leggi Gullo-Segni, le quali assegnavano alle cooperative di lavoratori la coltura dei feudi rimasti in stato di abbandono. I gabellotti, sentendo minacciati i loro secolari privilegi, reagirono come al solito con la violenza e l'omicidio dei leaders sindacali in tutta l'isola. Caddero infatti vittime della violenza mafiosa Accursio Miraglia, Placido Rizzotto, Epifanio Li Puma, Salvatore Carnevale e tantissimi altri sindacalisti che guidarono l'occupazione pacifica dei feudi. Il piombo mafioso si accanì anche sulle masse inermi riunitesi nella vallata di Portella della Ginestra, nei pressi di Piana degli Albanesi (Palermo), per festeggiare la festa dei lavoratori e la vittoria della coalizione di sinistra alle prime elezioni regionali del 1947. Questa orribile strage, che non risparmiò vecchi e bambini, fu firmata da Salvatore Giuliano, uno dei più temibili capi-banda della Sicilia occidentale che si era messo al servizio della mafia di quelle zone, diventando un colonnello dell'E.V.I.S., l'esercito clandestino del movimento indipendentista siciliano (M.I.S.) che, sostenuto da Cosa nostra e dagli agrari con uomini e mezzi, propugnava la separazione della Sicilia dal resto d'Italia. Scemata la causa separatista a seguito del riconoscimento dell'autonomia della Sicilia nel 1946 (che segnò il passaggio della mafia nei ranghi dei partiti dell'arco costituzionale), Giuliano continuò la sua attività di brigantaggio comune ed iniziò ad intimidire violentemente i movimenti sindacali ma finì ucciso in circostanze mai completamente chiarite, probabilmente per mano della stessa mafia che lo aveva in un primo tempo sostenuto ma che ora voleva eliminare un personaggio ormai diventato scomodo. Con la fine di Giuliano fu inoltre eliminato l'ultimo anacronistico residuo di brigantaggio nelle campagne in quanto Cosa Nostra iniziava a privilegiare nuove attività illecite legate soprattutto al contesto urbano.

#### I cambiamenti degli anni '50 e '60

Vito Ciancimino durante una seduta del consiglio comunale di Palermo.

I decenni '50 e '60 furono portatori di profondi cambiamenti nella storia di Cosa nostra: prima il varo del primo governo regionale nel 1947 (con la conseguente nascita di un nuovo ceto di burocrati ed impiegati) e la riforma agraria del 1950 (che sancì la fine definitiva di un anacronistico feudalesimo) e, dopo, il boom economico italiano (con l'emigrazione di migliaia di siciliani verso le Regioni industrializzate del Nord Italia) determinarono la massiccia terziarizzazione dell'economia siciliana e il progressivo spopolamento delle campagne con il conseguente sviluppo dei centri urbani, segnando quindi il passaggio da una mafia agraria legata all'economia del feudo ad un'organizzazione moderna di tipo urbano-imprenditoriale che sfruttava i business messi a disposizione dalla nuova società dei consumi: speculazione edilizia, accaparramento degli appalti pubblici, contrabbando di preziosi e sigarette, traffico di droga con l'estero, in particolare con gli Stati Uniti, dove poteva contare sull'apporto di un'organizzazione sorella, ossia Cosa nostra statunitense.
La speculazione sulle aree edificabili fu possibile grazie all'infiltrazione di Cosa nostra nei partiti governativi, che consentì di modificare a proprio vantaggio e contro la legge interi piani regolatori e di eliminare la concorrenza indesiderata delle altre imprese. Ne furono scellerato esempio i famigerati "sacchi" di Palermo ed Agrigento, che ebbero appunto eco nazionale perché stravolsero completamente il volto urbanistico delle due città con la distruzione sistematica di vaste aree verdi e di parte del patrimonio artistico-architettonico nonché l'abnorme cementificazione del paesaggio. Uomini politici spregiudicati notoriamente legati alla mafia come Vito Ciancimino e Salvo Lima trassero importanti vantaggi politici ed elettorali da questo "saccheggio" edilizio, su cui costruirono le proprie carriere.
Gli appetiti delle cosche su queste nuove attività economiche generarono rivalità e contrasti: nel 1957, su consiglio di alcuni inviati di Cosa nostra statunitense, l'organizzazione siciliana si dotò di una "Commissione" sul modello di quella dei loro "colleghi" americani che doveva servire per appianare le divergenze che sorgevano tra le varie "famiglie". Tuttavia il conflitto scoppiò ugualmente (i giornali parlarono di "prima guerra di mafia" ignorando tutti gli altri regolamenti di conti che avevano caratterizzato la storia di Cosa nostra) ed insanguinò Palermo fino alla strage di Ciaculli (30 giugno 1963), in cui lo scoppio di un'autobomba uccise sette appartenenti alle forze dell'ordine arrivati per disinnescarla. Montò uno scandalo nazionale che indusse il governo ad adottare il pugno duro: centinaia di mafiosi finirono in galera o al confino mentre altri fuggirono all'estero, dove continuarono i loro loschi traffici. Inviati al confino soprattutto in comuni dell'Italia settentrionale, i boss capirono di poter estendere il loro raggio d'azione anche a queste zone, che diventarono le basi operative per nuovi traffici, come la droga e i sequestri di persona. I processi di Catanzaro (1968) e di Bari (1969), che avrebbero dovuto irrogare pene esemplari per i numerosi mafiosi imputati, si rivelarono un bluff perché si conclusero al contrario con assoluzioni per insufficienza di prove e scarcerazioni di massa.

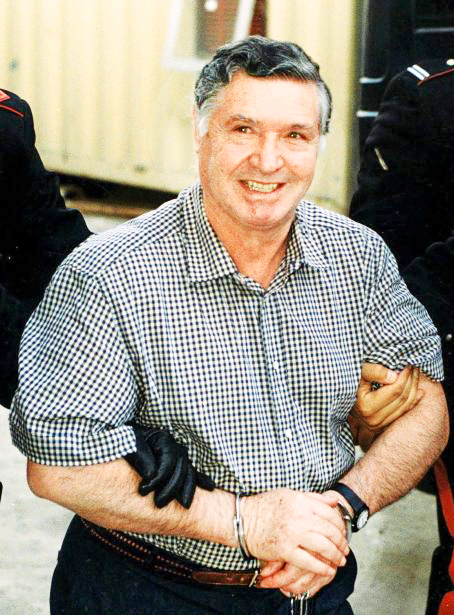
Salvatore Riina, detto Totò u curtu per la sua bassa statura, capo incontrastato dei Corleonesi fino al suo arresto nel 1993.

Dopo la debacle seguita alla strage di Ciaculli, Cosa nostra tornò in attività con la strage di viale Lazio (1969), il rapimento del giornalista Mauro De Mauro (1970) e l'omicidio del procuratore Pietro Scaglione (1971). L'organizzazione si diede un nuovo assetto sotto la guida di un "triumvirato" composto dai boss più influenti dell'epoca: Stefano Bontate, Gaetano Badalamenti e Luciano Leggio. Quest'ultimo, capo incontrastato della "famiglia" di Corleone e che rappresentava le cosche dell'entroterra più arretrato rispetto alla città (tanto da farli soprannominare i viḍḍani, ossia i contadini), era latitante da diversi decenni e perciò trasferì i suoi affari su Milano, facendosi spesso rappresentare in Sicilia da due suoi fedelissimi: Salvatore Riina e Bernardo Provenzano, anch'essi feroci assassini e latitanti ricercati.
Nel 1974 l'effettiva riorganizzazione di Cosa nostra coincise con l'istituzione di una nuova "Commissione", capeggiata da Badalamenti e di cui entrarono a far parte per la prima volta i Corleonesi, e poi, l'anno seguente, di una "Commissione interprovinciale" o "regionale", di cui facevano parte i boss di tutte le province siciliane in cui era presente Cosa nostra, che era stata voluta da Giuseppe Calderone (capo della "famiglia" mafiosa di Catania) per aggirare l'egemonia dei palermitani sul resto dell'organizzazione. Era il segno che l'organizzazione mafiosa si stava espandendo anche in altre zone della Sicilia che fino ad allora ne erano rimaste immuni e la cosca catanese ne rappresentava la propagine più potente, trainata dall'improvviso sviluppo industriale che faceva del capoluogo etneo la "Milano del sud".

#### La "Pizza connection", l'offensiva dei Corleonesi, gli "omicidi eccellenti" e il maxiprocesso

L'omicidio di Carlo Alberto dalla Chiesa e della moglie Emanuela Setti Carraro (3 settembre 1982).

Nei primi anni settanta le organizzazioni di contrabbandieri siciliani si legarono a quelle napoletane per sbaragliare la concorrenza marsigliese nel traffico di sigarette estere e di eroina dall'Est Europa. Come "premio", i camorristi campani furono ammessi in Cosa nostra e formarono delle succursali in Campania, che entrarono in competizione con la Nuova Camorra Organizzata di Raffaele Cutolo con un bilancio di centinaia di morti ammazzati nel periodo 1979-84.
A metà del decennio '70, le metropoli europee e statunitensi si riempirono di centinaia di migliaia di tossicodipendenti in cerca di eroina e l'Italia ebbe il triste primato mondiale di decessi per overdose e criminalità comune connessa alla vendita di questa sostanza. I mafiosi siciliani impararono dai marsigliesi il metodo per produrla in proprio su scala industriale: il traffico dell'eroina fruttava a Cosa nostra un ricavato di circa 300 milioni di dollari l'anno soltanto negli Stati Uniti ed infatti numerosi siciliani vi si trasferirono per controllare direttamente questo "business" (a causa delle pizzerie utilizzate come copertura a questo losco affare, la stampa americana parlò di "Pizza connection").
Il vorticoso giro d'affari generato dal traffico di eroina determinò il passaggio ad un'organizzazione sempre più affaristica e finanziaria: migliaia di miliardi di lire furono investiti in settori tradizionali, come l'edilizia e il mercato immobiliare, e confluirono anche in istituti bancari di provincia (nella sola Trapani, città con alto tasso di disoccupazione, si contarono 150 istituti finanziari, 89 sportelli bancari e 120 società finanziarie) o in banche di respiro nazionale ed internazionale, come il Banco Ambrosiano di Roberto Calvi e le aziende del gruppo Sindona, che furono al centro di uno dei più gravi scandali della Prima Repubblica perché si gettarono in avventate speculazioni finanziarie e perciò fallirono bruciando miliardi di lire appartenenti ad ignari contribuenti e correntisti (ed anche i denari di Cosa nostra).
I rappresentanti di questa nuova mafia finanziaria che costruì le proprie fortune sul traffico dell'eroina furono Salvatore Inzerillo, parente dei Gambino di Brooklyn, e Gaetano Badalamenti, con solidi legami con la "famiglia" di Detroit, i quali, insieme a Stefano Bontate, cercarono di estromettere dai guadagni i Corleonesi di Riina e Provenzano, ormai rimasti da soli al comando dopo l'arresto di Leggio nel 1974. Riina reagì a questa manovra espellendo Badalamenti dal governo della "Commissione" ed affidandola ad un suo alleato, Michele Greco, che asservì l'organo di governo di Cosa nostra ai voleri dei Corleonesi, i quali scatenarono una guerra senza precedenti contro le istituzioni statali a Palermo: nel solo 1979 finirono assassinati il giornalista Mario Francese (26 gennaio), il segretario provinciale democristiano Michele Reina (9 marzo), il commissario Boris Giuliano (21 luglio) e il giudice Cesare Terranova (25 settembre); nel 1980 il presidente della Regione Siciliana Piersanti Mattarella (6 gennaio), il capitano dei carabinieri Emanuele Basile (4 maggio) e il procuratore Gaetano Costa (6 agosto); nel 1982 il deputato comunista Pio La Torre (30 aprile), i carabinieri Silvano Franzolin, Salvatore Raiti, Luigi Di Barca e il loro autista Giuseppe Di Lavore (16 giugno) e il prefetto Carlo Alberto dalla Chiesa (3 settembre), trucidato insieme alla moglie Emanuela Setti Carraro e all'agente di scorta Domenico Russo; nel 1983 i carabinieri Mario D'Aleo, Giuseppe Bommarito e Pietro Morici (13 giugno) e un attentato con autobomba davanti alla sua abitazione massacrò il giudice Rocco Chinnici, gli agenti di scorta Mario Trapassi e Salvatore Bartolotta e il portiere del condominio Stefano Li Stacchi (29 luglio).
Nel 1981, Bontate e Inzerillo, che cercarono di contrastare questo disegno egemonico dei Corleonesi, furono entrambi uccisi e la stessa sorte toccò subito dopo ai loro sgherri: nel biennio 1981-83 il massacro registrò vette inaudite con 600 morti ammazzati e centinaia di uomini scomparsi, probabilmente sciolti nell'acido o gettati in alto mare. Le due "Commissioni", la provinciale e la regionale, furono ridotte a docili strumenti nelle mani dei Corleonesi, che vi installarono uomini di loro completa fiducia. I Corleonesi appaltarono il controllo della parte orientale dell'isola al boss Benedetto Santapaola, che, dopo aver eliminato Calderone, ottenne da Riina una vasta autonomia di comando sul suo territorio ma non riuscì mai ad affermare la propria egemonia in quanto incontrò la dissidenza di bande mafiose rivali.

I giudici Giovanni Falcone e Paolo Borsellino.

Uno dei superstiti al massacro dei nemici di Riina, Tommaso Buscetta, vide uccisi per vendetta due figli, un cognato, un fratello e un nipote. Perciò, una volta catturato in Brasile dove era fuggito, decise di rivelare tutti i segreti dell'organizzazione al giudice Giovanni Falcone. Il magistrato faceva parte del cosiddetto "pool antimafia", un gruppo di lavoro creato dal giudice Antonino Caponnetto, successore di Chinnici, per condividere le informazioni tra gli inquirenti ed evitare così che diventassero un bersaglio facile della vendetta mafiosa. In pochi anni, il pool, di cui facevano parte anche i giudici Paolo Borsellino, Leonardo Guarnotta e Giuseppe Di Lello, riusci ad accumulare prove e testimonianze contro il fenomeno mafioso, cui si aggiunsero le dichiarazioni di Buscetta e di Salvatore Contorno (da tempo anche lui nel mirino dei Corleonesi, che per ritorsione gli massacrarono ben 35 parenti ed amici, inducendolo sulla via della collaborazione come Buscetta), le quali consentirono di condurre 366 arresti nel settembre 1984 (la famosa "notte di San Michele"). Finirono in manette anche importanti uomini di collegamento tra il mondo mafioso e politico, come Vito Ciancimino e i cugini Nino ed Ignazio Salvo. Tutti gli imputati dell'istruttoria portata a termine dal pool finirono alla sbarra in quello che venne denominato "maxiprocesso" per le sue dimensioni, che resero necessaria la costruzione di un'aula bunker blindata per contenere le centinaia di imputati ed avvocati. Il processo, iniziato nel 1986, si concluse dopo alterne vicende nel gennaio 1992 con la conferma in Cassazione di diverse condanne all'ergastolo nei confronti di Riina e di tutti i suoi fedelissimi, che ormai componevano il vertice della "Commissione".

#### La stagione delle bombe e l'attacco allo Stato italiano

La strage di Capaci (23 maggio 1992).

La vendetta dei Corleonesi alle condanne del maxiprocesso non tardò ad arrivare: il 12 marzo 1992 fu ucciso l'europarlamentare Salvo Lima, ritenuto incapace di modificare l'esito del processo. Le due stragi più spaventose colpirono però Falcone e Borsellino, ritenuti dall'organizzazione mafiosa i principali responsabili della sua sconfitta giudiziaria: il 23 maggio dello stesso anno, un ordigno esplosivo collocato sotto un tratto dell'autostrada A29 all'altezza dello svincolo per Capaci uccise Falcone insieme alla moglie Francesca Morvillo e agli agenti di scorta Antonio Montinaro, Vito Schifani e Rocco Dicillo; 57 giorni dopo, il 19 luglio, un altro attentato effettuato con un'autobomba parcheggiata sotto casa della madre in via d'Amelio a Palermo massacrò Borsellino e gli agenti di scorta Agostino Catalano, Emanuela Loi, Vincenzo Li Muli, Walter Eddie Cosina e Claudio Traina.
Le due stragi colpirono profondamente l'opinione pubblica sia siciliana che nazionale, che espressero pubblicamente il loro sdegno contro la furia omicida di Cosa nostra. Il Governo Amato I reagì estendendo il carcere duro ai mafiosi, che furono trasferiti in blocco nei carceri sulle isole dell'Asinara e di Linosa per isolarli dal mondo esterno ed evitare che potessero trasmettere ordini. L'isola fu militarizzata con l'operazione Vespri siciliani, che durò fino al 1998. Fu inoltre potenziato l'istituto della collaborazione con la giustizia ed in pochi anni divennero centinaia i mafiosi che scelsero questa strada. Fu arrestato Riina (15 gennaio 1993) dopo 25 anni di latitanza e il comando dell'ala militare dell'organizzazione passò al cognato Leoluca Bagarella che, insieme ai suoi alleati Giovanni Brusca, Giuseppe Graviano e Matteo Messina Denaro, decise di continuare l'offensiva contro lo Stato per portarlo alla resa in un chiaro disegno terroristico inedito per Cosa nostra: nella primavera-estate del 1993 esplosero autobombe contro il conduttore televisivo Maurizio Costanzo a Roma, la Galleria degli Uffizi e il Corridoio Vasariano a Firenze, il Padiglione d'Arte Contemporanea di Milano. Il bilancio di questa nuova campagna terroristica furono numerosi feriti e dieci morti, tra cui una bambina di pochi anni e una neonata, nonché danni incalcolabili al patrimonio artistico nazionale.

La cattura di Giovanni Brusca (20 maggio 1996), considerata un grande successo nella lotta a Cosa nostra.

Uno dopo l'altro, i boss furono stanati ed arrestati, ponendo fine alle loro lunghe latitanze: Santapaola nel 1993, Graviano nel 1994, Bagarella nel 1995, Brusca nel 1996 e tanti altri. Il comando supremo passò dunque all'ultimo latitante di spessore rimasto in libertà, Bernardo Provenzano, che si era sempre mantenuto nell'ombra ma costituiva l'eminenza grigia dei Corleonesi.

### XXI secolo

Foto segnaletica di Bernardo Provenzano, eseguita dopo la cattura, l'11 aprile 2006.

Provenzano traghettò nel nuovo millennio l'organizzazione, ormai decimata dagli arresti e dalle collaborazioni con la giustizia: avviò con molto successo una strategia di mimetizzazione, che consistette nell'evitare al massimo gli omicidi e i crimini eclatanti e nel dedicarsi esclusivamente ad affari che non dessero troppo nell'occhio, soprattutto nei settori degli appalti pubblici e della sanità privata. Tuttavia, Cosa nostra aveva ormai perso la leadership nel traffico mondiale di droga a vantaggio della 'ndrangheta calabrese, ritenuta un partner più affidabile dalle organizzazioni internazionali del narcotraffico.
Nel 2006 si giunse finalmente alla cattura di Provenzano, avvenuta a Corleone dopo 43 anni di latitanza. L'anno seguente finirono in manette anche Salvatore e Sandro Lo Piccolo, padre e figlio che stavano cercando di risollevare le sorti della mafia palermitana dopo la cattura di Provenzano. Nel 2008 si registrarono contatti per ristabilire un legame con gli Inzerillo (tornati dagli Stati Uniti dopo vent'anni di esilio imposto dai Corleonesi), necessario per riaprire il traffico di droga con il Nord America, e si ebbe inoltre notizia di un progetto di rifondare la "Commissione", tentativi entrambi bloccati sul nascere dal lavoro delle forze dell'ordine. Un ulteriore tentativo di ricreare l'organismo di vertice ad opera del boss Settimo Mineo è stato bloccato nel 2018 mentre nel 2023 a Palermo è stato catturato Matteo Messina Denaro, l'ultimo grande latitante di Cosa nostra ricercato da trent'anni per le stragi del biennio '92-'93.
Contestualmente a questi eventi, si è registrata la penetrazione di Cosa nostra in nuovi settori, come quelli delle energie rinnovabili, dei contributi europei erogati per l'agricoltura siciliana e del gioco d'azzardo legale, sia fisico che online. Nel corso di un'operazione di polizia portata a termine nel 2025, è emerso inoltre l'utilizzo di smartphone criptati da parte di esponenti di spicco dei mandamenti mafiosi di Palermo (alcuni anche detenuti in carcere) per comunicare in maniera sicura ed evitare di essere intercettati dagli inquirenti.

## Organizzazione e struttura

La struttura tipica di una Famiglia mafiosa.

Secondo le dichiarazioni dei numerosi collaboratori di giustizia, l'aggregato principale di Cosa nostra è la Famiglia (detta anche cosca), di tipo gerarchico e verticistico, composta da elementi criminali che hanno tra loro vincoli o rapporti di affinità i quali si aggregano per controllare tutti gli affari leciti e illeciti della zona dove operano; i componenti di una Famiglia collaborano con uno o più aspiranti mafiosi non ancora affiliati solitamente chiamati in gergo "avvicinati", i quali sono possibili candidati all'affiliazione e quindi vengono messi alla prova per saggiare la loro affidabilità, facendogli compiere numerose "commissioni", come il contrabbando, la riscossione del denaro delle estorsioni, il trasporto di armi da un covo all'altro, l'esecuzione di omicidi e il furto di automobili e moto per compiere atti delittuosi.
Per essere affiliati nella Famiglia, esiste un rituale particolare (la cosiddetta "punciuta") che consiste nella presentazione dell'avvicinato ai componenti della Famiglia locale in riunione e, alla presenza di tutti, vengono fatte sgorgare alcune gocce di sangue dal suo dito della mano destra con uno spillo e sparse su un'immaginetta sacra (generalmente raffigurante la Madonna dell'Annunciata, considerata dagli affiliati la Santa patrona di Cosa nostra), che viene poi bruciata mentre la tiene tra le mani e recita un giuramento di fedeltà assoluta all'organizzazione.
Le regole ferree che vigono all'interno di Cosa nostra sono state illustrate diverse volte dai collaboratori di giustizia e furono sintetizzate in un decalogo scritto nel pizzino ritrovato al momento dell'arresto del boss Salvatore Lo Piccolo nel 2007:
1. "Non ci si può presentare da soli ad un altro amico nostro - se non è un terzo a farlo".
2. "Non si guardano mogli di amici nostri".
3. "Non si fanno comparati (patti) con gli sbirri".
4. "Non si frequentano né taverne e né circoli".
5. "Si ha il dovere in qualsiasi momento di essere disponibile a Cosa nostra. Anche se c'è la moglie che sta per partorire".
6. "Si rispettano in maniera categorica gli appuntamenti".
7. "Si deve portare rispetto alla moglie".
8. "Quando si è chiamati a sapere qualcosa si dovrà dire la verità".
9. "Non ci si può appropriare di soldi che sono di altri e di altre famiglie".
10. "Chi non può entrare a far parte di Cosa nostra: chi ha un parente stretto nelle varie forze dell'ordine, chi ha tradimenti sentimentali in famiglia, chi ha un comportamento pessimo e che non tiene ai valori morali"[66][67].

I membri di una Famiglia (chiamati "soldati" o semplicemente "uomini d'onore") eleggono per alzata di mano un proprio capo, che è solo un rappresentante, il quale nomina un sottocapo, un consigliere e uno o più capidecina, i quali hanno l'incarico di avvisare tutti gli affiliati della Famiglia quando si svolgono le riunioni. I rappresentanti di tre o quattro Famiglie contigue eleggono un capomandamento; tutti i mandamenti di una provincia eleggono il rappresentante provinciale, che poi nomina un sottocapo provinciale e un consigliere. Il collaboratore di giustizia Antonino Calderone dichiarò che « [...] originariamente a Palermo, come in tutte le altre province siciliane, vi erano le cariche di "rappresentante provinciale", "vice-rappresentante" e "consigliere provinciale". Le cose mutarono con Salvatore Greco "Cicchiteddu" [nel 1957] poiché venne creato un organismo collegiale, denominato "Commissione", e composto dai capi-mandamento»; anche il collaboratore Francesco Marino Mannoia dichiarò che « [...] soltanto a Palermo l'organismo di vertice di Cosa nostra è la "Commissione"; nelle altre province, vi è un organismo singolo costituito dal rappresentante provinciale».
I rappresentanti della provincia sono, a loro volta, componenti della cosiddetta "Commissione interprovinciale", soprannominata anche la "Regione", che nomina un rappresentante regionale e si riuniva solitamente per deliberare su importanti decisioni riguardanti gli interessi mafiosi di più province che esulavano dall'ambito provinciale e che interessano i territori di altre Famiglie.
Dopo il 1992 non si hanno più notizie di riunioni di questi organi di vertice, anche se negli anni ci siano stati seri tentativi di riorganizzarli, sempre interrotti dalle forze dell'ordine.
A seguito delle numerose collaborazioni con la giustizia che misero in ginocchio Cosa nostra (metà anni '90 del XX secolo), ha preso piede la figura del cosiddetto "uomo d'onore riservato", cioè affiliato senza il tradizionale rito della "punciuta", che consente alle Famiglie di muoversi con maggiore riservatezza senza che estranei ad essa conoscano i suoi affiliati.
In quasi tutte le municipalità della Sicilia esiste almeno una cellula mafiosa di Cosa Nostra. A differenza delle zone di Palermo, Trapani ed Agrigento, nella parte centrale ed orientale dell'isola prevale invece una struttura di tipo orizzontale, non più verticistica («ad assetto variabile», l'ha definita un rapporto della DIA), sul modello della Stidda e dei clan Cappello e Laudani, che ormai, dopo decenni di rivalità, esercitano un'enorme influenza su Cosa nostra, specialmente nel campo del traffico di stupefacenti.

## I rapporti con lo Stato italiano
(Pietro Grasso, procuratore nazionale antimafia)
Come si rivela dalle numerose presenze nel Parlamento e nel governo di elementi non estranei a frequentazioni mafiose, si fa strada la tesi secondo cui lo Stato italiano nei suoi componenti politici abbia un certo rapporto di "convivenza" con questo fenomeno mai definitivamente soppresso. Per esempio Salvo Lima e Vito Ciancimino (entrambi rivestirono la carica di sindaco di Palermo) furono oggetto d'attenzione da parte della Commissione antimafia per i loro rapporti con Cosa nostra ma con conseguenze diverse negli anni successivi: Salvo Lima riuscì a farsi eleggere alla Camera dei deputati e a diventare per ben due volte Sottosegretario di Stato ma fu ucciso da Cosa nostra stessa per non essere riuscito a mantenere le sue promesse elettorali di "aggiustare" l'esito del maxiprocesso invece Vito Ciancimino continuò a manovrare occultamente tutti gli appalti del Comune di Palermo ma fu arrestato e condannato per essere stato un mafioso conclamato, "il più mafioso dei politici e il più politico dei mafiosi", come Giovanni Falcone lo aveva definito.
Esiste infatti una Commissione regionale o "Cupola" che decide, tra l'altro, l'andamento delle cose anche dal punto di vista politico, ovvero decide per chi, le persone di una famiglia e i loro affiliati dovessero votare: ad esempio nel 1987 scelse di dirottare i voti verso il PSI e il Partito Radicale per lanciare un segnale alla Democrazia Cristiana, accusata di essersi disinteressata alle esigenze di Cosa nostra.
Lo stesso comportamento del CSM durante il lavoro di Giovanni Falcone che non elesse il giudice come consigliere istruttore a Palermo (preferendogli Antonino Meli) e poi gli negò anche la carica di procuratore nazionale antimafia fa intendere una certa tendenza a voler ostacolare un lavoro diventato troppo scomodo per certi poteri deviati all'interno dello Stato.
Fu però a partire dagli anni novanta che finirono sotto inchiesta da parte della magistratura importanti uomini delle istituzioni nazionali e regionali accusati di connivenza o addirittura di complicità con Cosa nostra: si ricordano, tra i casi più celebri, lo statista democristiano Giulio Andreotti (in parte assolto, in parte prescritto), l'ex funzionario di polizia Bruno Contrada (condannato), il magistrato cassazionista Corrado Carnevale (assolto), il senatore Vincenzo Inzerillo (condannato in via definitiva), l'ex Presidente della Provincia di Palermo Francesco Musotto (assolto), l'ex ministro DC Calogero Mannino (assolto), il senatore di Forza Italia Marcello Dell'Utri (condannato), il Presidente della Regione Siciliana Salvatore Cuffaro (condannato), l'ex Sottosegretario di Stato e senatore Antonio D'Alì (condannato) e tanti altri.
Uno dei momenti più critici del rapporto di Cosa nostra con le istituzioni statali è stato il periodo degli attentati del biennio 1992-93 segnati dalla trattativa Stato-mafia: subito dopo le stragi di Capaci e di via d'Amelio, l'ex sindaco Vito Ciancimino fu contattato dagli ufficiali del ROS Mario Mori e Giuseppe De Donno per far cessare gli attentati ma i tentativi di dialogo non ebbero ufficialmente successo. Secondo l'ipotesi accusatoria della Procura di Palermo avanzata a partire dal 2009, i contatti ROS-Ciancimino sarebbero stati finalizzati ad una vera e propria trattativa con Cosa nostra che, in cambio della fine delle stragi, voleva ottenere la chiusura delle super-carceri dell'Asinara e di Pianosa, nonché l'annullamento dell'articolo 41 bis sul carcere duro e della legge sui collaboratori di giustizia. La procura di Palermo sostenne anche che la trattativa avrebbe avuto mandanti politici (prima la corrente demitiana della D.C. rappresentata da Calogero Mannino e Nicola Mancino e, dopo, Marcello Dell'Utri per il partito di Forza Italia) interessati al mantenimento dello status quo condizionando l'azione di ben tre governi in carica in quel periodo (Amato I, Ciampi e Berlusconi I); sempre secondo quest'ipotesi, il negoziato segreto, attraverso Ciancimino, ebbe come interlocutore in un primo tempo Totò Riina, poi sostituito dal più moderato Bernardo Provenzano, che avrebbe consentito l'arresto dello stesso Riina e, come contropartita, si sarebbe fatto garante della cessazione delle stragi in cambio della sua indisturbata latitanza. Questo impianto accusatorio fu rifiutato da Mori e De Donno, secondo i quali non ci sarebbe stata nessuna trattativa su mandato politico e nessuna promessa di ammorbidire il trattamento riservato ai mafiosi detenuti ma gli incontri con Ciancimino sarebbero stati solo un tentativo di attivare delle fonti confidenziali per arrivare alla cattura di latitanti imprendibili ormai da decenni, in primis Riina e Provenzano. La questione è stata oggetto per diversi anni di un ampio dibattito mediatico e giudiziario, che si è definitivamente concluso dal punto di vista processuale nel 2023, quando la Cassazione ha dato ragione alla versione fornita da Mori e De Donno assolvendoli da qualsiasi addebito.

### Infiltrazione nelle amministrazioni comunali
Dall'entrata in vigore della legge n. 221 del 22 luglio 1991, sono state sciolte numerose amministrazioni comunali in Sicilia a causa di infiltrazioni di Cosa nostra, provvedimenti che hanno avuto luogo in tempi diversi e per alcune amministrazioni è successo più volte: dal 1991 ad oggi (2023), il triste primato è detenuto dalla provincia di Palermo (37) ma gli scioglimenti hanno anche riguardato le province di Catania (15), Agrigento (9), Trapani (8), Caltanissetta (7), Messina (7), Ragusa (2), Siracusa (2) ed Enna (1). La Sicilia è la terza regione italiana, dopo Calabria e Campania, per numero di scioglimenti. Dal calcolo sono esclusi i provvedimenti annullati dal TAR, così come quelli di proroga dello scioglimento:
- Adrano (CT ) - 1991[96]
- Cerda (PA) - 1991[97]; 2006[98]
- Trabia (PA) - 1991[99] (DPR annullato dal TAR)
- Piraino (ME) - 1991[100]
- Santa Flavia (PA) - 1991[101]
- Misterbianco (CT) - 1991[102]; 2019[103]
- Capaci (PA) - 1992[104]
- Misilmeri (PA) - 1992[105]; 2003[106]; 2012[107]
- Mascali (CT) - 1992[108]; 2013[109]
- Campobello di Mazara (TP) - 1992[110]; 2012[111]
- Scicli (RG) - 1992[112] (DPR annullato dal TAR); 2015[113]
- Gela (CL) - 1992[114]
- Niscemi (CL) - 1992[115]; 2004[116]
- Licata (AG) - 1992[117]
- Riesi (CL) - 1992[118]; 2006[119]
- Caccamo (PA) - 1993[120]; 1999[121]
- Termini Imerese (PA) - 1993[122]
- San Giovanni La Punta (CT) - 1993[123]; 2003[124]
- Bagheria (PA) - 1993[125]; 1999[126]
- Partanna (TP) - 1993[127]
- Aci Catena (CT) - 1993[128]
- Mascalucia (CT) - 1993[129]
- Mazara del Vallo (TP) - 1993[130]
- Ragalna (CT) - 1993[131]
- Altavilla Milicia (PA) - 1996[132]; 2014[133]
- Lascari (PA) - 1997[134]
- Pollina (PA) - 1997[135]
- Ficarazzi (PA) - 1999[136]
- Villabate (PA) - 1999[137]; 2004[138]
- Calatabiano (CT) - 2000[139]; 2021[140]
- Cinisi (PA) - 2001[141]
- Caltavuturo (PA) - 2001[142]
- Pantelleria (TP) - 2003[143]
- Canicattì (AG) - 2004[144]
- Burgio (AG) - 2005[145]
- Vicari (PA) - 2005[146]
- Torretta (PA) - 2005[147]; 2019[148]
- Terme Vigliatore (ME) - 2005[149]

- Roccamena (PA) - 2006[150]
- Castellammare del Golfo (TP) - 2006[151]
- Campobello di Licata (AG) - 2006[152]
- Siculiana (AG) - 2008[153]
- Vallelunga Pratameno (CL) - 2009[154] (DPR annullato dal TAR)
- Furnari (ME) - 2009[155]
- Castrofilippo (AG) - 2011[156]
- Salemi (TP) - 2012[157]
- Racalmuto (AG) - 2012[158]
- Isola delle Femmine (PA) - 2012[159]
- Augusta (SR) - 2013[160]
- Polizzi Generosa (PA) - 2013[161]
- Montelepre (PA) - 2014[162]
- Giardinello (PA) - 2014[163]
- Mazzarrà Sant'Andrea (ME) - 2015[164]
- Corleone (PA) - 2016[165]
- Palazzo Adriano (PA) - 2016[166]
- Borgetto (PA) - 2017[167]
- Castelvetrano (TP) - 2017[168]
- Camastra (AG) - 2018[169]
- Bompensiere (CL) - 2018[170]
- Trecastagni (CT) - 2018[171]
- Vittoria (RG) - 2018[172]
- San Biagio Platani (AG) - 2018[173]
- Pachino (SR) - 2019[174]
- Mistretta (ME) - 2019[175]
- San Cataldo (CL) - 2019[176]
- San Cipirello (PA) - 2019[177]
- Mezzojuso (PA) - 2019[178]
- Maniace (CT) - 2020[179]
- Partinico (PA) - 2020[180]
- Tortorici (ME) - 2020[181]
- Barrafranca (EN) - 2021[182]
- San Giuseppe Jato (PA) - 2021[183]
- Bolognetta (PA) - 2021[184]
- Mojo Alcantara (ME) - 2023[185]
- Castiglione di Sicilia (CT) - 2023[186]

## Rapporti con l'imprenditoria e la finanza
(Giovanni Falcone)
Sono numerosi gli esempi della massiccia infiltrazione di Cosa nostra nel mondo dell'imprenditoria e della finanza, che avviene in modo diretto attraverso propri affiliati o fiancheggiatori (i cosiddetti «colletti bianchi»), i quali godono di particolari vantaggi derivanti dall'appartenenza all'organizzazione mafiosa e possono quindi creare situazioni di vero e proprio monopolio che falsano l'economia di un territorio. La penetrazione nell'imprenditoria può anche avvenire in modo subdolo ed indiretto mediante pratiche criminali come le estorsioni (il famigerato "pizzo") e il riciclaggio di denaro sporco, ed è possibile citare come esempio la circostanza giudizialmente accertata che uno dei più importanti gruppi aziendali italiani, la Fininvest, ha pagato il pizzo a Cosa nostra dal 1974 almeno fino al 1992.
La figura del mafioso-imprenditore si affermò invece nel secondo dopoguerra, quando i fenomeni dell'urbanizzazione e della terziarizzazione dell'economia siciliana determinarono un cambiamento nell'organizzazione mafiosa, che iniziò ad intervenire direttamente nelle nuove attività economiche, in primis nel settore edilizio, come ampiamente documentato dalle relazioni della prima Commissione parlamentare antimafia. Tipiche figure di mafiosi-imprenditori del dopoguerra furono i cugini Antonino ed Ignazio Salvo, organici a Cosa nostra e titolari di una società che aveva in appalto la riscossione delle tasse in Sicilia con l'aggio più alto percepito in tutta Italia, ottenuto grazie a compiacenti legami politici ed istituzionali. Arrestati nel 1984 su mandato del giudice Falcone, Nino Salvo morì di tumore nel 1986 mentre Ignazio fu ucciso in un agguato nel 1992 e il loro nome tornerà alla ribalta a seguito delle vicende del processo Andreotti.
Un ulteriore salto di qualità è rappresentato negli anni settanta dall'ingresso nel traffico di droga (in particolare di eroina), che consentì alle cosche di incassare enormi cifre di denaro, che inevitabilmente furono riversate nell'economia legale e nel sistema bancario per occultarne la provenienza: in pochi anni le piccole banche locali si moltiplicarono a dismisura con capitali mafiosi e contemporaneamente furono effettuate gigantesche speculazioni immobiliari, come quella realizzata a Porto Rotondo dall'imprenditore sardo Flavio Carboni con denaro e soci di provenienza mafiosa. Il rapporto con il mondo degli affari e delle grandi banche internazionali è mediato in questa fase dal banchiere Michele Sindona, uno dei più importanti uomini della finanza italiana di quel periodo (in affari con la Banca del Vaticano e con il Banco Ambrosiano di Roberto Calvi), che, dopo aver trascinato il suo impero societario in un clamoroso fallimento, coinvolse Cosa nostra nelle vicende più torbide della Prima Repubblica: la sua rocambolesca fuga dagli Stati Uniti con la simulazione di un sequestro di persona in Sicilia (settembre-ottobre 1979), l'omicidio dell'avvocato Giorgio Ambrosoli, lo scandalo della loggia massonica P2 di Licio Gelli e il crack del Banco Ambrosiano. Secondo il collaboratore di giustizia Francesco Marino Mannoia, «[Licio] Gelli faceva investimenti per conto di [Pippo] Calò, [Salvatore] Riina, [Francesco] Madonia ed altri esponenti dello schieramento "corleonese", Sindona faceva investimenti finanziari per conto di [Stefano] Bontate e di [Salvatore] Inzerillo. [...] Si diceva che parte di questo danaro era investito nella banca del Vaticano.» Fu sospettato (ma mai provato dalle sentenze processuali) un ruolo di Cosa nostra nel finto suicidio di Calvi, che il 18 giugno 1982 fu trovato impiccato in circostanze mai chiarite sotto il Blackfriars Bridge a Londra, dove era arrivato insieme a Flavio Carboni per tentare il recupero dei capitali andati persi nel crack dell'Ambrosiano.
Dai primi anni ottanta, con l'avvento al potere dei Corleonesi, Cosa nostra decise di abbandonare progressivamente il traffico di stupefacenti e puntare sull'infiltrazione negli appalti pubblici, da sempre settore strategico nell'economia siciliana: l'organizzazione non limitò più al semplice taglieggiamento delle imprese ma si accordò a "tavolino" con gli altri imprenditori per stabilire a monte i vincitori delle varie gare d'appalto secondo un sistema ideato da Angelo Siino (definito il "ministro dei lavori pubblici di Cosa nostra"), imprenditore e massone legato all'entourage di Salvatore Riina. Al sistema del "tavolino" partecipavano imprese di caratura nazionale, come la Rizzani De Eccher di Udine e la Calcestruzzi di Ravenna, il cui ex amministratore delegato Lorenzo Panzavolta fu condannato in via definitiva a sei anni di reclusione per concorso esterno in associazione mafiosa. Ma il vero "regista" degli appalti pubblici fu Bernardo Provenzano, che attraverso i suoi factotum Pino Lipari e Tommaso Cannella, pilotava commesse in vari settori, dall'edilizia allo smaltimento dei rifiuti, coinvolgendo anche il mondo delle cooperative rosse, rimasto fino ad allora ai margini del sistema degli appalti in Sicilia. Attraverso il manager Michele Aiello (il primo contribuente siciliano), Provenzano gestiva lucrosi affari nel settore della sanità privata.
Allo stesso tempo si formò un movimento d'opinione contrario all'imposizione del pizzo alle imprese, che trovò il suo capofila nell'imprenditore Libero Grassi, rimasto isolato nelle sue denunce e per questo motivo ucciso il 29 agosto 1991. Da allora il movimento antiracket ha trovato sempre più consensi nella società e tra gli imprenditori colpiti, tanto che nel 2007 Ivan Lo Bello, allora presidente di Confindustria Sicilia (l'associazione degli industriali siciliani) e il suo vice Antonello Montante, introdussero la rivoluzionaria regola che prevedeva l'esplulsione dei soci che pagassero il pizzo.
Si stima che in Sicilia il 70% delle imprese presenti sul territorio paghino il pizzo alle cosche.

## Legami con la massoneria deviata
(Leonardo Messina, collaboratore di giustizia)
Secondo le dichiarazioni dei vari collaboratori di giustizia, l'artefice dell'ingresso delle cosche siciliane nelle logge massoniche deviate fu il boss mafioso Stefano Bontate, il quale godeva della doppia affiliazione a Cosa nostra e alla massoneria. L'ingresso nelle logge era finalizzato ad instaurare contatti con professionisti, magistrati e politici per realizzare i fini dell'organizzazione, come condizionare l'esito dei processi o fare assegnare un appalto ad un'impresa amica. Insieme al cognato Giacomo Vitale (affiliato alla Gran Loggia Madre C.A.M.E A. di Rito Scozzese con sede a Santa Margherita Ligure), Bontate avrebbe fondato la Loggia dei Trecento, molto legata alla P2 di Licio Gelli, cui avrebbero aderito diversi personaggi della Palermo bene. Anche l'imprenditore Angelo Siino (detto "il ministro dei lavori pubblici di Cosa nostra") risultava iscritto alla C.A.M.E.A.
Secondo Buscetta, il primo contatto fra Cosa nostra e massoneria avvenne nel contesto del tentativo golpista di Junio Valerio Borghese dell'8 dicembre 1970 e sarebbe proseguito nell'estate-autunno 1979 con l'aiuto fornito al banchiere Michele Sindona (affiliato alla P2 di Gelli) da parte della loggia C.A.M.E.A. insieme al gruppo Bontate-Spatola-Inzerillo, che simularono il suo sequestro, forse a fini di ricatto per salvare il denaro bruciato nella bancarotta sindoniana oppure per preparare la secessione della Sicilia dal resto d'Italia in funzione anti-comunista.
Nel 1986 fu scoperta in un circolo di via Roma a Palermo la sede di cinque logge aderenti alla Gran Loggia d'Italia di Piazza del Gesù, presiedute dal Gran Maestro Pietro Calacione, in cui risultarono iscritti il boss Salvatore Greco (detto il Senatore, fratello di Michele) insieme a diversi potenti, come l'esattore di Salemi Nino Salvo, l'editore del Giornale di Sicilia Federico Ardizzone e l'avvocato Vito Guarrasi. Nello stesso anno, furono scoperti gli elenchi di ben sei logge massoniche che avevano sede nel Centro studi Scontrino a Trapani presieduto da Giovanni Grimaudo, in cui risultarono iscritti i boss mafiosi Mariano Agate, Gioacchino Calabrò e Mariano Asaro insieme a diversi imprenditori, banchieri, liberi professionisti e politici trapanesi.
Nel 1993 fu arrestato il notaio di Castelvetrano Pietro Ferraro, Gran Maestro di una loggia aderente all'obbedienza di Piazza del Gesù, accusato insieme al senatore Vincenzo Inzerillo di aver tentato di manipolare l'esito di un processo in cui erano imputati esponenti di primo piano della "Commissione", come Salvatore Riina, Michele Greco,  Bernardo Provenzano e Francesco Madonia. Nel 2003 Ferraro e Inzerillo sono stati condannati per concorso esterno in associazione mafiosa.
Nel 1995 è stato condannato per associazione mafiosa Giuseppe Mandalari, ex Gran Maestro dell'Ordine e Gran Sovrano del Rito scozzese antico ed accettato e considerato il commercialista di fiducia dei Corleonesi, in particolare di Salvatore Riina e Bernardo Provenzano.
Nel 2019 la relazione della Commissione parlamentare antimafia sui rapporti tra mafia e massoneria redatta dall'onorevole Rosy Bindi concluse che il comune di Castelvetrano, paese natale del boss Matteo Messina Denaro, fosse ad alta concentrazione massonica ed erano massoni 4 assessori su 5, 7 consiglieri comunali su 30, nonché diversi dirigenti e dipendenti comunali. La relazione suscitò numerose polemiche e una denuncia penale presentata dal Grande Oriente d'Italia (G.O.I.).
Nel 2023 è stato arrestato il medico di Campobello di Mazara Alfonso Tumbarello, affiliato ad una loggia aderente al G.O.I. ed accusato di aver aiutato Messina Denaro nella sua latitanza. Il G.O.I. ha preso le distanze dal medico sospendendolo.

## Collegamenti con le altre organizzazioni criminali
Cosa nostra, per via del suo carisma criminale e della sua potenza delinquenziale, ha intrattenuto, e intrattiene tuttora, rapporti con le più importanti organizzazioni criminali sia italiane sia estere.
Il processo di globalizzazione interessa anche il fenomeno criminale mafioso, la mafia di tutti i paesi del mondo si unisce e collabora, portando avanti le sue attività criminali caratteristiche, come il narcotraffico, l'esportazione illegale di armi, la prostituzione, l'estorsione e il gioco d'azzardo, rappresentando un problema per l'umanità, per l'ordine civile della società e il quieto vivere.

### Cosa nostra statunitense
La prima collaborazione tra le due organizzazioni viene formalmente identificata nel 1909 con l'omicidio del poliziotto italo-americano Joe Petrosino avvenuto a Palermo. Nel mese di ottobre del 1957 i capi siciliani ed americani si incontrarono all'Hotel delle Palme di Palermo per ricucire i rapporti dopo l'interruzione a causa dell'usura e del divorzio, due pratiche inammissibili per un vero uomo d'onore siciliano, e creare un anello di congiunzione per il traffico di droga su entrambi i fronti. In questo frangente sono proprio gli americani a suggerire ai siciliani l'istituzione di una struttura di vertice chiamata Commissione.
Questa attività era gestita, secondo quanto riferisce Rudolph Giuliani (coordinatore della famosa indagine "Pizza Connection"), principalmente da Tommaso Buscetta e Gaetano Badalamenti (entrambi con ottimi contatti negli Stati Uniti e nell'America Latina): negli anni settanta, la mafia siciliana fungeva da tramite tra i produttori di eroina in Asia e chi portava la merce attraverso la frontiera degli Stati Uniti.
Nel 2003, Bernardo Provenzano inviò dei suoi emissari, Nicola Mandalà di Villabate ed il giovane Gianni Nicchi per tentare di riattivare i rapporti di collaborazione con le famiglie di New York ma vennero riconosciuti e fotografati dagli agenti di polizia insieme al boss Frank Calì della famiglia Gambino.

### Camorra
Vari clan di Camorra hanno intrattenuto rapporti, più o meno duraturi, con Cosa nostra, soprattutto nel campo del contrabbando di sigarette e del traffico di stupefacenti.
Elementi di spicco dei Corleonesi (come Salvatore Riina, Leoluca Bagarella, Bernardo Provenzano, Pippo Calò, Giovanni Brusca e Gaspare Mutolo) si sono trovati a contatto con famiglie camorristiche come i Nuvoletta, Lubrano-Ligato e Gionta, invece i rivali Carmine Alfieri e Antonio Bardellino, erano alleati dei perdenti come Alfio Ferlito, Gaetano Badalamenti e Tommaso Buscetta. Forti erano anche gli intrecci tra Michele Zaza (referente di Cosa Nostra in Campania) e i boss palermitani Michele Greco, Rosario Riccobono e Stefano Bontate e quelli intercorsi di Ciro Mazzarella con il padrino catanese Pippo Calderone, che, stando alle dichiarazioni di alcuni collaboratori di giustizia, sarebbe stato il padrino di uno dei figli del boss napoletano. Tra le due organizzazioni non sono mancati, inoltre, rapporti di inimicizia: Cosa nostra, difatti, era particolarmente invisa a Raffaele Cutolo, che si oppose alle attività dei mafiosi siciliani in Campania, da lui considerati alla stessa stregua di colonizzatori abusivi.

### 'Ndrangheta
Il rapporto con la 'Ndrangheta è stato molto stretto tanto che capibastone di spicco come Antonio Macrì, Giuseppe Piromalli, Mico Tripodo (compare d'anello di Totò Riina) si affiliarono a Cosa Nostra e viceversa, capi della mafia siciliana si affiliano alle 'ndrine. Quindi vi erano persone che possedevano due affiliazioni, come per esempio il messinese Rosario Saporito, personaggio di spicco della cosca dei Mazzaferro, o Calogero Marcenò, originario di San Cataldo (CL) divenuto capo locale della cosca calabrese Zagari. Nel 1997 viene affiliato al locale 'ndranghetista di Lonate Pozzolo (VA) il siciliano Emanuele De Castro, vicino al clan di Villagrazia di Palermo,  poi pentito. Le cosche 'ndranghetiste hanno stabilito forti accordi in Sicilia, specialmente a Messina che, in questo arco di tempo, si guadagnò il soprannome di "provincia babba", in quanto ci fu un periodo di tregua tra i clan e i funzionari dello stato a differenza di Palermo. I clan messinesi e della provincia approfittarono di questo periodo per concedere "latitanze d'oro" ai loro alleati, esponenti di alto rango di Cosa Nostra, provenienti da altre province siciliane. Poco più tardi diedero rifugio anche a pezzi grossi appartenenti alla 'Ndrangheta. A Messina il boss Gaetano Costa, detto "facci i' sola", capoclan del quartiere Giostra, fu Capo Società della 'ndrangheta fin dal 1972 mentre il potente clan di Mangialupi, attualmente operativo in città nella zona compresa tra Gazzi e Fondo Fucile, ha strettissimi rapporti con le cosche dell'area jonica calabrese. Inoltre essi hanno rapporti talmente stretti con la 'ndrangheta che custodiscono i loro arsenali in città. Nel 1998 anche a seguito della scoperta del finto pentimento del boss Luigi Sparacio, fece scalpore la scoperta delle collusioni di 'ndrangheta e Cosa nostra con le istituzioni del capoluogo peloritano (in particolare con la magistratura e la locale università), tanto che si parlò di "verminaio Messina" o "rito peloritano".
Nel documentario "Messina, l'università della mafia" Marcello Minasi, ex sostituto procuratore generale della corte d'appello di Messina, disse di aver ascoltato le parole del pentito Angelo Siino, soprannominato "ministro dei lavori pubblici di Cosa Nostra" quando quest'ultimo si espresse sulla città dello stretto nel seguente modo: Messina è l'università della mafia, Palermo scuola elementare.
Secondo la testimonianza del pentito di Cosa Nostra Antonino Calderone nel libro-intervista Gli uomini del disonore scritto con il sociologo Pino Arlacchi, i mafiosi siciliani non avevano una buona opinione di quelli calabresi: «I calabresi parlavano, parlavano, parlavano. Parlavano tutto il tempo. Non agli altri intendiamoci, ma tra di loro. Facevano infinite conversazioni circa le loro regole, specialmente in presenza di noi uomini d'onore (siciliani). Si sentivano a disagio perché in realtà sapevano di essere inferiori a Cosa Nostra" e poi: "Abbiamo sempre considerato i calabresi inferiori, come spazzatura. Per non parlare dei campani, di cui non ci siamo mai fidati».
Negli anni '80 a Torino le famiglie catanesi dei Miano e dei Finocchiaro si rifornivano di droga da Angelo Epaminonda, il Tebano e successivamente la rivendevano alle 'ndrine torinesi. Quando queste si appoggiavano al locale di Gioiosa Jonica, a cui facevano riferimento le famiglie dei Belfiore, Ursino-Macrì, queste contrattavano la droga con i siciliani dei Cuntrera-Caruana residenti in Venezuela.
Il 9 agosto 1991 viene ucciso a Villa San Giovanni il magistrato Antonino Scopelliti da due 'ndranghetisti su richiesta di Cosa Nostra.
Il 13 maggio del 1993 si conclude l'operazione Delta, che porta all'arresto di presunti esponenti degli Arena, accusati oltre agli appalti, di traffico di droga e di armi, contraffazione di denaro ed auto rubate. Le indagini dei Carabinieri hanno rivelato che Nicola Arena, a capo dell'omonima cosca, era in contatto diretto con Pietro Vernengo e Nitto Santapaola, boss della mafia siciliana.
Il 29 giugno 1994 il sostituto procuratore di Catanzaro Giuseppe Verzera ascoltò le confessioni del pentito di 'ndrangheta Giacomo Ubaldo Lauro e del notaio Pietro Marrapodi, che afferma: «Comunque, chiedo scusa signor Lauro, nella mafia di Reggio Calabria non è stata sottovalutata ad arte, è stata presentata all’esterno come un fenomeno minore… Ma il sottoscritto, il 6 dicembre 1993 guardando in faccia il dottor Roberto Pennisi e il commendator Giuliano Gaeta, si è rivolto a Luciano Violante dell’antimafia e al ministro Conso e ha detto: “Anche se mi rivolgo a voi che potete ascoltarmi o meno, perché è per poco che starete lì, vi debbo dire che io che sono notaio e che vivo in questo ambiente da 23 anni e so qual è il rapporto che passa tra 'ndrangheta e mafia siciliana. I capibastoni 'ndranghetisti dicono che i messinesi sono buccazzari: quindi ne ricavo il rapporto che passa tra discepolo e maestro; perché maestra è la 'ndrangheta!».
Nel 2003 con l'operazione Igres si scopre un'alleanza per il traffico internazionale di droga tra i Marando e i Trimboli di Platì e Volpiano, dall'altra i fratelli Agate di Mazara del Vallo e i Guttadauro di Bagheria. La droga proveniva dalla Colombia e passava dalla Namibia.
Nel 2007 l'operazione Stupor Mundi sgomina un traffico internazionale di droga gestito dai Marando e dai Barbaro di Platì che portavano la droga passante dal Belgio e dai Paesi Bassi in Piemonte e Lombardia in alleanza con le cosche del trapanese, di Mazara del Vallo.
Nel 2009 i siciliani si rivolgono nuovamente alle 'ndrine per rifornirsi di droga, i Fidanzati di Palermo e gli Emmanuello di Gela prendevano la droga colombiana spedita attraverso i porti di Anversa e Amburgo. Con l'operazione Dioniso vengono arrestate 50 persone.
Nel 2017 l'operazione 'Ndrangheta stragista rivelerebbe un primo coinvolgimento della 'ndrangheta nelle operazioni stragiste degli anni '90 di Cosa Nostra. L'operazione testimonierebbe che per due mesi: dicembre 1993 e gennaio 1994 alcune famiglie di 'ndrangheta della Piana di Gioia Tauro avevano accettato di partecipare alle azioni stragiste pianificate da Cosa nostra. Il primo fu tentato a Saracinello contro due carabinieri, il secondo il 18 gennaio 1994 vengono uccisi in autostrada all'altezza di Scilla i carabinieri Antonino Fava e Vincenzo Garofalo, il terzo il 1º febbraio ai danni dei carabinieri Musicò e Serra, rimasti gravemente feriti. L'operazione ha portato all'arresto di Rocco Santo Filippone, capo dell'omonima 'ndrina e del Mandamento Tirrenico in questi anni. Per iniziare la fase stragista elementi di Cosa Nostra insieme ad esponenti della 'ndrangheta si riunirono nell'autunno del 1993 in tre diverse occasioni: una in provincia di Vibo Valentia, una a Melicucco e una a Oppido Mamertina. A valle di queste azioni viene organizzata una riunione da elementi apicali di 'ndrangheta nel santuario della Madonna di Polsi e viene deciso di non andare oltre con le azioni stragiste. A giugno 2018 durante il processo 'Ndrangheta stragista, il criminale apicale barese vicino a Cosa Nostra Salvatore Annacondia parla di un consorzio di cui facevano parte i siciliani, in particolare il clan Fidanzati, calabresi e pugliesi, inoltre accenna anche ai rapporti con il clan catanese: «C’era la famiglia Santapaola che erano molto legati con le famiglie calabresi, in particolare con i De Stefano». A giugno 2017 viene consegnato al procuratore di Reggio Calabria Giuseppe Lombardo il memoriale di Nino Lo Giudice all'interno del processo 'Ndrangheta stragista, in cui conferma che l'accordo stragista tra le cosche della città di Reggio Calabria e i siciliani avvenne nella casa di Demetrio Filippone, figlio di Rocco, a Oppido Mamertina e come rappresentante delle prime (in particolare i Tegano, Condello, Latella, Ficara, Serraino e Imerti) partecipò Giuseppe De Stefano e per i secondi Giuseppe e Filippo Graviano
Dal XXI secolo si registra un declino dell'organizzazione siciliana rispetto a quella di origine campana e calabrese, il procuratore di Catanzaro Nicola Gratteri ha più volte affermato questa tendenza, tanto da dichiarare, supportato dalle numerose operazioni anti-ndrangheta, che ora Cosa Nostra messinese si rifornisce dalle 'ndrine per l'acquisto di droga per poi rifornire anche le altre province siciliane, avendo queste ultime preso il controllo del traffico ed essendo la prima non più monopolista come tra gli anni '70 e '80.
In un'operazione avvenuta negli anni 2000 si è scoperto anche che membri della 'ndrangheta hanno garantito con criminali colombiani il riscatto di un membro di Cosa Nostra, nella fattispecie di Salvatore Miceli di Salemi, per cui dovette garantire Roberto Pannunzi.
A novembre 2017 il neoprocuratore nazionale antimafia Federico Cafiero De Raho conferma il rapporto tra le due organizzazioni criminali non solo nel campo degli stupefacenti, ma anche nell'ambito del settore dei rifiuti e della bonifica, dove aziende siciliane operano in Calabria e viceversa.
Il 23 marzo 2018 l'Espresso rivela che il latitante Matteo Messina Denaro avrebbe avuto appoggi da esponenti della 'ndrangheta in Toscana, in particolare la DIA di Firenze sospetta di 9 persone e già la procura di Firenze ha aperto un fascicolo dal 2015 sulla latitanza del boss trapanese in Toscana coperto da un gruppo di 'ndrangheta operante nella regione.
Nel 2025, nell'ambito dell'operazione del Comando provinciale dei Carabinieri di Palermo coordinati dalla Direzione Distrettuale Antimafia che ha portato all'esecuzione di 183 misure cautelari nei confronti di vecchi e nuovi boss della Cosa nostra palermitana, è emerso che Nunzio Serio, reggente del mandamento di Tommaso Natale, faceva riferimento ad Emanuele Cosentino, esponente della 'ndrina Gallico di Palmi, per importare grandi quantitativi di cocaina e hashish dalla Calabria in Sicilia.

### Stidda
Tra il 1986 e il 1991, Cosa nostra si trovò a fronteggiare una nuova organizzazione criminale, la cosiddetta "Stidda", formata da ex affiliati alla vecchia mafia che erano stati "posati" o accantonati dai vertici per varie ragioni ed avevano perciò dato vita a dei gruppi autonomi: si aprirono focolai di "guerra" in numerosi centri della Sicilia centro-meridionale (ma, in alcuni casi, anche nella parte occidentale dell'isola) interessati dal fenomeno come Gela, Mazzarino, Niscemi, Vittoria, Palma di Montechiaro, Porto Empedocle, Canicattì, Marsala ed Alcamo, che provocarono centinaia di vittime, decine di feriti, attentati ed intimidazioni. Tra le vittime "eccellenti" di questo conflitto vi fu il magistrato Rosario Livatino, barbaramente assassinato dagli stiddari agrigentini mentre percorreva la SS 640 Caltanissetta-Agrigento. Cosa nostra rischiò di soccombere nello scontro e nel 1991 si trovò costretta a stipulare un patto di "non belligeranza" con gli stiddari ribelli, che prevedeva una ripartizione dei proventi illeciti in parti uguali tra le due organizzazioni, che da allora hanno iniziato una pacifica convivenza durata fino ad oggi.

### Organizacija
Nel 1994 viene segnalata la presenza della mafia russa sul territorio degli Stati Uniti, ad Atlanta, e sulla loro collaborazione con Cosa nostra.
Verso il 1998, la Solncevskaja bratva di Mosca, può contare su un proprio capo a Roma che coordina gli investimenti della mafia russa in Italia. Dall'indagine risulta che rispettabili banchieri occidentali danno al boss russo consigli molto utili su come riciclare il denaro sporco dalla Russia in Europa, in maniera legale.
Nel 2008 viene formalizzata la collaborazione fra mafia russa e Cosa nostra, 'ndrangheta e camorra. Sotto la supervisione della mafia russa le aziende agricole italiane, i trasporti delle merci: sia a livello internazionale, sia all'interno del paese. La mafia russa nel mondo conta circa 300 000 persone ed è la terza organizzazione criminale per la sua influenza, dopo l'originale italiana e le reti criminali cinesi.
Il 2 ottobre 2012 nel Report Caponnetto si leggono le infiltrazioni della mafia russa nella Repubblica di San Marino e in Emilia-Romagna a carattere predatorio come le estorsioni.

### Mafia nigeriana
Il 19 ottobre 2015 per la prima volta in Sicilia presunti membri di un'organizzazione criminale straniera vengono accusati del reato di associazione mafiosa, in particolare viene scoperta la confraternita nigeriana dei Black Axe che gestisce lo spaccio e la prostituzione nel quartiere Ballarò di Palermo sotto l'egida di Giuseppe Di Giacomo, boss del clan di Porta Nuova, ucciso il 12 marzo 2014. Si scopre quindi un'alleanza tra il clan palermitano e l'organizzazione nigeriana.
L'Aisi, inoltre, dal 2012 controlla il presunto capo della confraternita Eyie, Grabriel Ugiagbe, gestendo i suoi affari criminali da Catania, spostandosi poi in Nord Italia, Austria e Spagna. Le famiglie catanesi ancora non sono né in contrasto né in sodalizio con essi.

### Mafia albanese
Dal 2012 la mafia albanese coopera anche con Cosa Nostra, in particolare nella zona di Catania e Messina, vendendo ad essa cannabis.
Nel febbraio 2015 la Polizia di Stato, su delega della Procura di Catania, ha portato a termine l'operazione Spartivento nei confronti di sedici persone accusate di associazione per delinquere finalizzata al traffico internazionale di sostanze stupefacenti: secondo l'accusa, i gruppi criminali dei Nizza, Morabito e Saitta, concorrenti tra loro e tutti collegati alla storica "famiglia" Santapaola-Ercolano di Cosa Nostra, avrebbero gestito il traffico di tonnellate di marijuana e hashish fatti arrivare dall'Albania su pescherecci siciliani o su natanti messi a disposizione dagli stessi albanesi per rifornire le piazze di spaccio di Librino, San Cristoforo e Picanello.
A ottobre 2017 si conclude l'operazione Rosa dei Venti coordinata dalla Procura di Catania che porta all'arresto di 11 persone accusate di traffico internazionale di droga e di armi in essere tra una organizzazione albanese e clan catanesi per rifornire le piazze di spaccio di Catania e Messina. Un sodalizio cominciato almeno dal 2013. L'inchiesta italiana ha portato l'opposizione ad accusare il Governo di Edi Rama di corruzione e di collusione con i narcotrafficanti, proteste che si sono concluse con le dimissioni dei ministri Saimir Tahiri e Fatmir Xhafaj, imparentati con esponenti dei clan coinvolti nell'indagine.

## Boss
- Alfio Ferlito
- Antonio Salamone
- Antonino Calderone
- Antonino Mandalà
- Antonino Rotolo
- Benedetto Santapaola
- Bernardo Brusca
- Bernardo Provenzano
- Calogero Vizzini
- Daniele Salvatore Emanuello
- Domenico Raccuglia
- Eugenio Galea
- Filippo Graviano
- Filippo Marchese
- Francesco Di Cristina
- Francesco Domingo

- Francesco Ferrera
- Francesco Madonia
- Francesco Messina Denaro
- Francesco Paolo Bontate
- Gaetano Badalamenti
- Gaetano Fidanzati
- Giovanni Arena
- Giovanni Bontate
- Giovanni Brusca
- Giuseppe Calderone
- Giuseppe Calò
- Giuseppe Di Cristina
- Giuseppe Falsone
- Giuseppe Farinella

- Giuseppe Genco Russo
- Giuseppe Giacomo Gambino
- Giuseppe Graviano
- Giuseppe Greco
- Giuseppe Guttadauro
- Giuseppe Lucchese
- Giuseppe "Piddu" Madonia
- Leoluca Bagarella
- Leonardo Caruana
- Luciano Liggio
- Luigi Ilardo
- Luigi Sparacio
- Matteo Messina Denaro
- Mariano Agate
- Michele Cavataio
- Michele Greco
- Michele Navarra
- Pietro Ribisi
- Pietro Torretta
- Raffaele Ganci

- Rosario Pio Cattafi
- Rosario Riccobono
- Salvatore Cancemi
- Salvatore Greco
- Salvatore Inzerillo
- Salvatore La Barbera
- Salvatore Lo Piccolo
- Salvatore Montalto
- Salvatore Riina
- Sebastiano Rampulla
- Settimo Mineo
- Stefano Bontate
- Tommaso Buscetta
- Vanni Sacco
- Vincenzo Aiello
- Vincenzo Puccio
- Vincenzo Rimi
- Vincenzo Santapaola

## Attività di contrasto

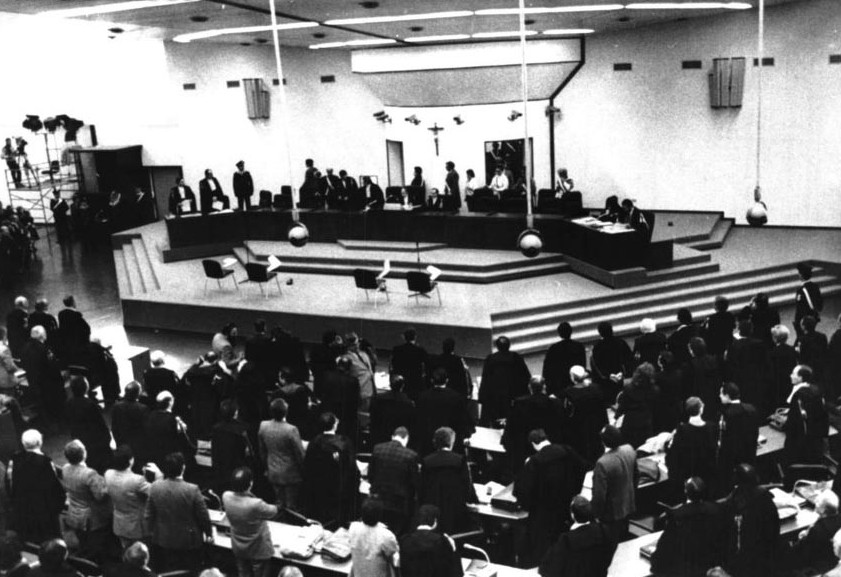
Il Maxiprocesso di Palermo, considerato una delle pietre miliari del contrasto a Cosa nostra.

L'azione di contrasto a Cosa nostra si articolò in diverse fasi storiche: nell'Italia post-unitaria, gli unici tentativi seri (seppur con metodi autoritari e privi di garantismo) furono messi in atto dalla Sinistra storica, nella persona del prefetto Antonio Malusardi, e dal regime fascista con il "prefetto di ferro" Cesare Mori. Per il resto della storia italiana, la lotta alla mafia fu episodica ed, in numerosi casi, inefficace.
Un primo esempio in assoluto di antimafia sociale furono i Fasci siciliani (una delle prime organizzazioni sindacali nella storia d'Italia), che furono sciolti con la forza dal governo Crispi III nel 1894 poiché intendevano affermare i diritti dei contadini salvaguardandoli dai soprusi che i baroni e i gabellotti mafiosi perpetravano verso di loro.
Dopo la fine della seconda guerra mondiale, nelle campagne siciliane si sviluppò un movimento contadino organizzato guidato da combattivi ed eroici sindacalisti (come Placido Rizzotto, Salvatore Carnevale, Accursio Miraglia e tanti altri) che sfidò apertamente gli interessi mafiosi, chiedendo l'attuazione delle leggi Gullo-Segni che destinavano alle cooperative i terreni incolti dei latifondi spesso di proprietà di baroni assenteisti collusi con la mafia ma tale movimento fu stroncato nel sangue attraverso l'intimidazione e la violenza. Sempre a partire dal secondo dopoguerra, lo Stato italiano iniziò a dare risposte più incisive nella lotta a Cosa nostra quando il fenomeno assunse caratteri più violenti ed aggressivi nei confronti dei rappresentanti statali e della popolazione in generale con omicidi sempre più efferati: fu approvata la legge n. 646 del 13 settembre 1982 (che introdusse nel codice penale il reato di "associazione di tipo mafioso") e, grazie al lavoro di singoli magistrati (come Giovanni Falcone e Paolo Borsellino), fu possibile portare a processo e irrogare pesanti condanne nei confronti di esponenti di vertice di Cosa nostra, che, fino a qualche anno prima, venivano quasi sempre assolti con la formula dell'insufficienza di prove perché riuscivano ad intimidire i testimoni o a distruggere prove a loro carico.
Sul piano dell'opinione pubblica furono fondamentali i servizi giornalistici del mensile catanese I Siciliani (fondato da Pippo Fava, ucciso da Cosa nostra nel 1984) ed, in particolare, quelli del quotidiano palermitano L'Ora che, fino alla sua chiusura nel 1992, condusse reportage e pubblicò articoli di cronaca o di denuncia riguardanti prevalentemente il fenomeno mafioso che stimolarono la consapevolezza del suo vasto pubblico di lettori. Rimase isolata invece l'attività giornalistica e radiofonica di Peppino Impastato, esponente della sinistra extraparlamentare di Cinisi che, dai microfoni della sua Radio Aut, denunciava le attività di Cosa nostra e i suoi legami con la politica locale anche attraverso la satira. Per questa sua attività, Impastato fu ucciso e l'omicidio camuffato da attentato terroristico finito male. Alcuni compagni di militanza di Impastato diedero vita al Centro siciliano di documentazione (a lui intitolato) che nel 1979 organizzò, insieme a Democrazia Proletaria, la prima manifestazione nazionale contro la mafia della storia d'Italia, a cui parteciparono 2 000 persone provenienti da tutto il Paese. La riapertura delle indagini a vent'anni dalla sua morte e la condanna dei reali responsabili, accompagnati dall'uscita di un film di successo sulla sua storia, hanno fatto di Impastato un simbolo della lotta contro Cosa nostra.
Fu infatti a partire dagli anni ottanta del XX secolo che, a fianco dell'offensiva giudiziaria, si sviluppò un movimento di opinione antimafia, fatto di associazioni, comitati cittadini e gruppi studenteschi, i quali portarono avanti iniziative, incontri nelle scuole e manifestazioni di piazza per promuovere la cultura della legalità in contrasto con quella mafiosa dell'omertà e della violenza. Anche la Chiesa cattolica corse ai ripari: nel 1982 la Conferenza Episcopale Siciliana presieduta dal cardinale Salvatore Pappalardo proclamò con un proprio documento la scomunica per coloro che si macchiano di crimini di matrice mafiosa.

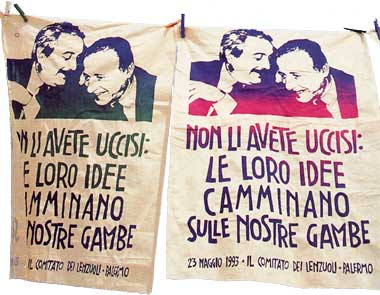
Una manifestazione con slogan inneggianti a Falcone e Borsellino, personalità impegnate al contrasto di Cosa nostra.

Nel 1992, la rabbia e lo sdegno suscitati dalle stragi in cui persero la vita Falcone e Borsellino provocarono la nascita di nuovi movimenti antimafia di protesta ed indussero lo Stato a reagire con maggiore decisione contro Cosa nostra: oltre alla Direzione Investigativa Antimafia (DIA) e alla Direzione Nazionale Antimafia (DNA) istituite l'anno precedente sotto l'impulso di Falcone, furono varati l'articolo 41-bis dell'ordinamento penitenziario (il cosiddetto "carcere duro" per i colpevoli di reati di mafia) e nuove norme a tutela dei collaboratori di giustizia, che consentirono nel giro di pochi anni di catturare i principali latitanti mafiosi e decapitare così l'organizzazione. Sul fronte sociale fu notevole l'attività di don Pino Puglisi (ucciso nel 1993), il quale operava come parroco nel quartiere palermitano di Brancaccio, opponendosi al degrado urbano e recuperando socialmente i ragazzi di strada utilizzati da Cosa nostra come manovalanza a basso costo.
Associazioni come Libera. Associazioni, nomi e numeri contro le mafie (fondata nel 1995 da don Luigi Ciotti) hanno promosso la promulgazione della legge 109/1996 sul riutilizzo sociale dei beni confiscati alla mafia.

## Influenza culturale

### Letteratura

#### Opere di narrativa
- Luigi Natoli (William Galt), I Beati Paoli. Grande romanzo storico siciliano, 2 volumi, Palermo, La Gutenberg, 1925; Milano, Edizioni La Madonnina, 1949; Palermo, Flaccovio Editore, con un saggio introduttivo di Umberto Eco e note storiche e bio-bibliografiche di Rosario La Duca, 1971, 2003.
- Giuseppe Guido Lo Schiavo, Piccola pretura, Roma, C. Colombo, 1948.
- Leonardo Sciascia, Il giorno della civetta, Torino, Einaudi, 1961.
- Leonardo Sciascia, A ciascuno il suo, Torino, Einaudi, 1966.
- Andrea Camilleri, Il corso delle cose, Poggibonsi, Antonio Lalli Editore, 1977; Palermo, Sellerio, 2000.
- Mario Puzo, The Godfather, New York, G. P. Putnam's Sons, 1969. Edizione italiana: Il Padrino, traduzione di Mercedes Giardini, Milano, dall'Oglio, 1970.
- Leonardo Sciascia, Il mare colore del vino, Torino, Einaudi, 1973.
- Giuseppe Fava, Gente di rispetto, Milano, Bompiani, 1975.
- Alfredo Galasso, La mafia non esiste, Napoli, Tullio Pironti Editore, 1988.
- Enzo Russo, Uomo di rispetto, Milano, Mondadori, 1988.
- Sebastiano Vassalli, Il cigno, Torino, Einaudi, 1993.
- Enzo Russo, Nessuno escluso, Milano, Mondadori, 1995.
- Andrea Cammilleri, Il cane di terracotta, Palermo, Sellerio, 1996.
- Luigi Garlando, Per questo mi chiamo Giovanni. Da un padre a un figlio il racconto della vita di Giovanni Falcone, prefazione di Maria Falcone, Fabbri Editori, ristampe nel 2007 3-4 2008 5-6 2009 7-8 9-10.
- Giancarlo De Cataldo, Nelle mani giuste, Torino, Einaudi, 2007, ISBN 978-88-06-18539-8.
- Giorgio Di Vita, Peppino Impastato, vertigini di memorie, Palermo, Navarra Editore, 2010.
- Corrado Fortuna, Un giorno sarai un posto bellissimo, Milano, Baldini+Castoldi, 2014.
- Sandra Rizza, Nessuno escluso, Pescara, Ianieri Edizioni, 2022. ISBN 979-12-54-88010-4.

#### Fumetti
- Manfredi Giffone, Fabrizio Longo, Alessandro Parodi, Un fatto umano - Storia del pool anfimafia, Einaudi Stile Libero, 2011, graphic novel, ISBN 978-88-06-19863-3

#### Opere teatrali
- Giuseppe Rizzotto, Gaspare Mosca, I mafiusi de la Vicaria, Palermo, 1863.
- Luigi Sturzo, La mafia. Dramma in cinque atti, Roma, Istituto Luigi Sturzo, 1900.
- Giovanni Alfredo Cesareo, La mafia, Catania, Giannotta, 1921.
- Leonardo Sciascia, I mafiosi, 1966.
- Giuseppe Fava, La violenza, Palermo, Flaccovio, 1969.
- Giuseppe Fava, Ultima violenza. Dramma in due atti, Catania, Centro Editoriale Radar, 1982.
- Claudio Fava, Ninni Bruschetta, L'istruttoria - Atti del processo in morte di Giuseppe Fava, 2004.

### Videogiochi
- Mafia, serie di videogiochi (2002-in corso)

### Saggi

#### Storia generale, psicologia, economia e sociologia di Cosa nostra
- Pasquale Villari, Lettere meridionali, Firenze, Le Monnier, 1875.
- Leopoldo Franchetti, Sindey Sonnino, La Sicilia nel 1876, Firenze, Barbera, 1877; Palermo, Kalos, 2004.
- Giuseppe Alongi, La maffia nei suoi fattori e nelle sue manifestazioni. Studio sulle classi pericolose della Sicilia, Torino, Fratelli Bocca Editori, 1886; Milano, Edizioni Remo Sandron, 1904.
- Napoleone Colajanni, Nel Regno della Mafia, dai Borboni ai Sabaudi, Roma, Rivista Popolare, 1900; Catanzaro, Rubbettino, 1984.
- Giuseppe de Felice Giuffrida, Maffia e delinquenza in Sicilia, Milano, Società editrice lombarda, 1900; Milano, Sinclair Edizioni, 1999.
- Antonino Cutrera, La mafia e i mafiosi. Origini e manifestazioni, Palermo, Reber Editore, 1900.
- Gaetano Mosca, Che cos'è la mafia, Padova, Giornale degli economisti, 1901; Roma-Bari, Laterza, 2002; Torino, Nino Aragno Editore, 2019.
- Eric Hobsbawm, Primitive Rebels. Studies in Archaic Forms of Social Movement in the 19th and 20th Centuries, Manchester, Manchester University Press, 1959; New York, Norton, 1965. Edizione italiana: I Ribelli. Forme primitive di rivolta sociale, Torino, Einaudi, 1960; 1966.
- Michele Pantaleone, Mafia e politica: 1943-1962, prefazione di Carlo Levi, Torino, Einaudi, 1962.
- Domenico Novacco, Inchiesta sulla mafia, Milano, Feltrinelli, 1963.
- Salvatore Francesco Romano, Storia della mafia, Milano, SugarCo Edizioni, 1963; Milano, A. Mondadori Editore, 1966.
- Virgilio Titone, Storia, mafia e costume in Sicilia, Milano, Edizioni del Milione, 1964.
- Norman Lewis, The Honoured Society. The Mafia Conspiracy observed, London, Collins, 1964; Harmondsworth: Penguin, 1967; con il titolo The Honoured Society. The Sicilian Mafia observed, epylogue by Marcello Cimino, London, Eland, 1984.
- Giuseppe Fava, Processo alla Sicilia, Catania, ITES, 1967; Catania, Fondazione Giuseppe Fava, 2008.
- Michele Pantaleone, Il sasso in bocca. Mafia e Cosa nostra, Bologna, Cappelli, 1970.
- Henner Hess, Mafia, prefazione di Leonardo Sciascia, Roma-Bari, Laterza, 1970; 1984; prefazione di Nicola Tranfaglia, 1993.
- Filippo Di Forti, Le radici profonde della mafia, Parma, Silva Editore, 1971.
- Leonardo Sciascia, La storia della mafia, Milano, Storia illustrata, 1972; Milano, Barion, 2013.
- Gaetano Falzone, Histoire de la mafia, Parigi, Fayard, 1973. Edizione italiana: Storia della mafia, Palermo, Flaccovio, 1984; Soveria Mannelli, Rubbettino, 2019.
- Anton Blok, The mafia of a sicilian village, 1860-1960. A study of violent peasant entrepreneurs, Hoboken, Blackwell Publishers, 1974. Edizione italiana: La mafia di un villaggio siciliano 1860-1960. Imprenditori, contadini, violenti, prefazione di Charles Tilly, traduzione di Marina Bocconcelli, Torino, Einaudi, 1986; 2000.
- Franco Ferrarotti, Rapporto sulla mafia. Da costume locale a problema dello sviluppo nazionale, Napoli, Liguori, 1978.
- Pino Arlacchi, La mafia imprenditrice. L'etica mafiosa e lo spirito del capitalismo, Bologna, Il Mulino, 1983; Milano, Il Saggiatore, 2007.
- Rosario Minna, Breve storia della mafia, Roma, Editori Riuniti, 1984.
- Francesco Brancato, La mafia nell’opinione pubblica e nelle inchieste dall’Unità d’Italia al fascismo, Cosenza, Luigi Pellegrini Editore, 1986.
- Santi Correnti, Il miglior perdono è la vendetta. Storia e dizionario del linguaggio mafioso, Milano, Mondadori, 1987. ISBN 88-0430-049-3.
- Raimondo Catanzaro, Il delitto come impresa. Storia sociale della mafia, Padova, Liviana editrice, 1988; Milano, Rizzoli, 1991.
- Giuseppe Casarrubea e Pia Blandano, L'educazione mafiosa. Strutture sociali e processi di identità, Palermo, Sellerio, 1991.
- Diego Gambetta, La mafia siciliana. Un'industria della protezione privata, Torino, Einaudi, 1992.
- Salvatore Lupo, Storia della mafia. Dalle origini ai nostri giorni, Roma, Donzelli, 1993, 2004.
- Liliana Madeo, Donne di mafia: vittime, complici e protagoniste, Milano, A. Mondadori Editore, 1994.
- Giuseppe Casarrubea, Gabbie strette. L'educazione in terre di mafia: identità nascoste e progettualità del cambiamento, Palermo, Sellerio, 1996.
- Giovanni Tessitore, Il nome e la cosa. Quando la mafia non si chiamava mafia, Milano, FrancoAngeli, 1997.
- Francesco Renda, Storia della mafia, Palermo, Vittorietti, 1998.
- Rosario Mangiameli, La mafia tra stereotipo e storia, Caltanissetta-Roma, S. Sciascia Editore, 2000.
- Amelia Crisantino, Della segreta ed operosa associazione. Una setta all’origine della mafia, Palermo, Sellerio, 2000.
- Alessandra Dino, Mutazioni. Etnografia del mondo di Cosa nostra, Palermo, La Zisa, (2002).
- Giuseppe Carlo Marino, Storia della mafia. Dall'"Onorata società" a "Cosa nostra", la ricostruzione critica di uno dei più inquietanti fenomeni del nostro tempo, Roma, Newton & Compton Editori, 1998, 2006.
- John Dickie, Cosa nostra. A history of the sicilian mafia, London: Hodder & Stoughton, 2004. Edizione italiana: Cosa nostra. Storia della mafia siciliana, traduzione di Giovanni Ferrara degli Uberti, Bari, Laterza, 2005.
- Mario Siragusa, Baroni e briganti. Classi dirigenti e mafia nella Sicilia del latifondo, 1861-1950, Milano, Franco Angeli, 2004.
- Alessandra Dino (a cura di), Pentiti: i collaboratori di giustizia, le istituzioni, l'opinione pubblica, Roma, Donzelli, 2006.
- Giuseppe Carlo Marino, I Padrini. Da Vito Cascio Ferro a Lucky Luciano, da Calogero Vizzini a Stefano Bontate, fatti, segreti, e testimonianze di Cosa Nostra attraverso le sconcertanti biografie dei suoi protagonisti, Roma, Newton & Compton, 2006.
- Giuseppe Carlo Marino, La Sicilia delle stragi, Roma, Newton & Compton Editori, 2007; 2015.
- Alessandra Dino, La mafia devota. Chiesa, religione e Cosa Nostra, Bari, Giuseppe Laterza e figli, (2008).
- Andrea Camilleri, Voi non sapete. Gli amici, i nemici, la mafia, il mondo nei pizzini di Bernardo Provenzano, Milano, Mondadori, 2007.
- Enzo Ciconte, Storia criminale. La resistibile ascesa di mafia, 'ndrangheta e camorra dall'Ottocento ai giorni nostri, Soveria Mannelli, Rubbettino, 2008.
- Attilio Bolzoni, Parole d'onore, Milano, Rizzoli, 2008.
- Isaia Sales, I preti e i mafiosi. Storia dei rapporti tra mafia e Chiesa cattolica, Milano, Baldini Castoldi Dalai, 2010; Soveria Mannelli, Rubbettino, 2015.
- Carlo Ruta, Narcoeconomy. Business e mafie che non conoscono crisi, Castelvecchi Editore, Roma, 2011.
- Enzo Ciconte, Atlante delle mafie. Storia, economia, società, cultura, a cura di e con Francesco Forgione e Isaia Sales, 4 voll., Soveria Mannelli, Rubbettino, 2011-2016.
- Enzo Ciconte, Storia illustrata di Cosa nostra. La mafia siciliana dal mito dei Beati Paoli ai giorni nostri, con Francesco Forgione, Soveria Mannelli, Rubbettino, 2012.
- John Dickie, Blood Brotherhoods: The Rise of the Italian Mafias, Londra, Hodder & Stoughton, 2011. Edizione italiana: Onorate Società. L'ascesa della mafia, della camorra e della ‘ndrangheta, traduzione di Fabio Galimberti, Roma-Bari, Editori Laterza, 2012.
- Vittorio Coco, La mafia dei giardini, Storia delle cosche della Piana dei Colli, Roma-Bari, Editore Laterza, 2013.
- Isaia Sales, Storia dell’Italia mafiosa. Perché le mafie hanno avuto successo, Soveria Mannelli, Rubbettino, 2015.
- Francesco Benigno, La mala setta. Alle origini di mafia e camorra. 1859-1878, Torino, Einaudi, 2015.
- Federico Varese, Mafia Life: Love, Death and Money at the heart of Organized Crime, London: Profile 2017 ISBN 1781252556, ISBN 978-1781252550. Edizione italiana: Vita di mafia. Amore, morte e denaro nel cuore del crimine organizzato, traduzione di Giovanni Gabellini, Torino, Einaudi, 2017.
- Umberto Santino, La mafia dimenticata. La criminalità organizzata in Sicilia dall'Unità d'Italia ai primi del Novecento. Le inchieste, i processi. Un documento storico, Milano, Melampo Editore, 2017.

#### Cosa nostra durante il fascismo
- Cesare Mori, Tra le zagare, oltre la foschia, Firenze, Carpigiani & Zipoli, 1923 (nuova edizione La Zisa, Palermo, 1988).
- Cesare Mori, Con la mafia ai ferri corti, Milano, A. Mondadori, 1932 (nuova edizione Avatar Éditions, Trabia, 2018).
- Giuseppe Tricoli, Il Fascismo e la lotta contro la mafia, ISSPE, 1988.
- Arrigo Petacco, Il prefetto di ferro, Milano, Mondadori, 1975, 2004.
- Christopher Duggan, Fascism and the Mafia, New Haven (CT), Yale University Press, 1989. Edizione italiana: La mafia durante il Fascismo, prefazione di Denis Mack Smith, traduzione di Patrizia Niutta, Soveria Mannelli, Rubbettino Editore, 1992.
- Salvatore Porto, Mafia e fascismo. Il prefetto Mori in Sicilia, Messina, Siciliano, 2001.
- Roberto Olla, Padrini. Alla ricerca del Dna di Cosa nostra, prefazione di Giuseppe Carlo Marino, Milano, Mondadori, 2003.
- Manoela Patti e Vittorio Coco, Relazioni mafiose. La mafia ai tempi del fascismo, XL Edizioni, 2013.

#### Cosa nostra dal dopoguerra a oggi
- Danilo Dolci, Banditi a Partinico, Bari, Laterza, 1956; Palermo, Sellerio, 2009.
- Renato Candida, Questa mafia, Caltanissetta, Salvatore Sciascia Editore, 1956.
- Filippo Gaja, L'esercito della lupara, Milano, Area Editore, 1962; Milano, Maquis Editore, 1990.
- Felice Chilanti, Mario Farinella, Rapporto sulla mafia, introduzione di Vittorio Nisticò, Palermo, Flaccovio, 1964.
- Michele Pantaleone, Mafia e droga, Torino, Einaudi, 1966.
- Michele Pantaleone, Antimafia: occasione mancata, Torino, Einaudi, 1969.
- Rosario Poma ed Enzo Perrone, La mafia. Nonni e nipoti, prefazione di Simone Gatto, Firenze, Vallecchi, 1971.
- Orazio Barrese, I complici. Gli anni dell'antimafia, Milano, Feltrinelli, 1973.
- Giuseppe Fava, Mafia. Da Giuliano a Dalla Chiesa, Catania, I Siciliani editori, 1982; Roma, Editori Riuniti, 1984.
- Nando dalla Chiesa, Delitto imperfetto. Il generale, la mafia, la società italiana, Milano, A. Mondadori Editore, 1984.
- Fabrizio Calvi, La vita quotidiana della mafia dal 1950 ai nostri giorni, prefazione di Leonardo Sciascia, Milano, Rizzoli, 1986.
- Claire Sterling, Octopus. The long reach of the international Sicilian Mafia, New York, Norton, 1990. Edizione italiana: Cosa non solo nostra: la rete mondiale della mafia siciliana, prefazione di Michele Pantaleone, traduzione di Roberta Rambelli, Milano, Mondadori, 1990.
- Claudio Fava, La mafia comanda a Catania. 1960-1991, Roma-Bari, Laterza, 1991, ISBN 88-420-3811-3.
- Giovanni Falcone, Cose di Cosa nostra, in collaborazione con Marcelle Padovani, Milano, Rizzoli, 1991, 2004.
- Nicola Tranfaglia, Mafia, politica e affari nell'Italia repubblicana, 1943-1991, Roma-Bari, Laterza, 1992.
- Pino Arlacchi, Gli uomini del disonore. La mafia siciliana nella vita del grande pentito Antonino Calderone, Milano, A. Mondadori Editore, 1992.
- Antonino Caponnetto, I miei giorni a Palermo. Storie di mafia e di giustizia raccontate a Saverio Lodato, Milano, Garzanti, 1992.
- Nando dalla Chiesa, Il giudice ragazzino. Storia di Rosario Livatino assassinato dalla mafia sotto il regime della corruzione, Torino, Einaudi, 1992.
- Vera Pegna, Tempo di lupi e di comunisti, Palermo, La Luna, 1992; Milano, Il Saggiatore, 2015.
- Enrico Deaglio, Raccolto rosso. La mafia, l'Italia e poi venne giù tutto, Milano, Feltrinelli, 1993.
- Attilio Bolzoni e Giuseppe D'Avanzo, Il capo dei capi. Vita e carriera criminale di Totò Riina, Milano, Mondadori, 1993, ISBN 978-88-17-05020-3.
- Francesco La Licata, Storia di Giovanni Falcone, Rizzoli, Milano, 1993; Feltrinelli, Milano, 2005.
- Alexander Stille, Excellent Cadavers: The Mafia and the Death of the First Italian Republic, Vintage, London, 1995. Edizione italiana: Nella terra degli infedeli. Mafia e politica nella Prima Repubblica, traduzione di Paola Mazzarelli, Milano, A. Mondadori, 1995; Milano, Garzanti, 2007.
- Attilio Bolzoni e Giuseppe D'Avanzo, La giustizia è Cosa nostra. Il caso Carnevale tra delitti e impunità, Milano, Mondadori, 1995.
- Carlo Ruta, Il binomio Giuliano-Scelba. Un mistero della Repubblica?, Soveria Mannelli, Rubbettino, 1995.
- Giuseppe Casarrubea, Portella della Ginestra, Microstoria di una strage di Stato, Milano, Franco Angeli, 1997, 2002.
- Leo Sisti e Peter Gomez, L'intoccabile. Berlusconi e Cosa nostra, Milano, Kaos, 1997
- Giuseppe Casarrubea, Fra' Diavolo e il governo nero. Doppio Stato e stragi nella Sicilia del dopoguerra, introduzione di Giuseppe De Lutiis, Milano, Franco Angeli, 1998, 2000.
- Saverio Lodato, Ho ucciso Giovanni Falcone. La confessione di Giovanni Brusca, Milano, Mondadori, 1999. ISBN 88-04-45048-7.
- Hanspeter Oschwald, Einer gegen die Mafia. Edizione italiana: Orlando, un uomo contro. Il sindaco antimafia, a cura di Sergio Buonadonna, traduzione di Paolo Caropreso, Genova, De Ferrari, 1999.
- Umberto Santino, Storia del movimento antimafia: dalla lotta di classe all'impegno civile, Roma, Editori Riuniti, 2000.
- Alfio Caruso, Da Cosa nasce Cosa. Storia della Mafia dal 1943 ad oggi, Milano, Longanesi, 2000, 2005.
- Giuseppe Casarrubea, Salvatore Giuliano. Morte di un capobanda e dei suoi luogotenenti, Milano, Franco Angeli, 2001.
- Leone Zingales, Provenzano. Il re di Cosa nostra. La vera storia dell'ultimo padrino, Cosenza, Pellegrini, 2001.
- Maurizio Torrealta, La trattativa. Mafia e Stato. Un dialogo a colpi di bombe, Roma, Editori Riuniti, 2002. ISBN 88-359-5195-X; Milano, BUR Rizzoli, 2010. ISBN 978-88-17-04126-3.
- Leone Zingales, La mafia negli anni '60 in Sicilia. Dagli affari nell'edilizia alla prima guerra tra clan, fino al processo di Catanzaro, TEV Registri Vaccaro, 2003.
- Come nasce la Repubblica. La mafia, il Vaticano e il neofascismo nei documenti americani e italiani, 1943-1947, a cura di Nicola Tranfaglia, note di Giuseppe Casarrubea, Milano, Bompiani, 2004.
- Francesco Forgione, Amici come prima. Storie di mafia e politica nella Seconda Repubblica, Roma, Editori Riuniti, 2004.
- Saverio Lodato, Venticinque anni di mafia. C'era una volta la lotta alla mafia, Milano, Rizzoli, 2004.
- Enrico Bellavia e Salvo Palazzolo, Voglia di mafia. Le metamorfosi di Cosa nostra da Capaci a oggi, prefazione di Gian Carlo Caselli, Roma, Carocci, 2004.
- Giuseppe Casarrubea, Storia segreta della Sicilia. Dallo sbarco alleato a Portella delle Ginestre, introduzione di Nicola Tranfaglia, Milano, Bompiani, 2005.
- L'amico degli amici. Perché Marcello Dell'Utri è stato condannato a nove anni in primo grado per concorso esterno in associazione mafiosa, a cura di Peter Gomez e Marco Travaglio, Milano, Rizzoli, 2005.
- Saverio Lodato e Marco Travaglio, Intoccabili. Perché la mafia è al potere, Milano, Rizzoli, 2005.
- Stefano Maria Bianchi e Alberto Nerazzini, La mafia è bianca, presentazione di Michele Santoro, Milano, Rizzoli, 2005.
- Nicola Andrucci, Cosa nostra, attacco allo Stato, Montedit, 2006.
- Saverio Lodato, Trent'anni di mafia. Storia di una guerra infinita, Milano, Rizzoli (BUR Saggi), 2006
- Leo Sisti, L'isola del tesoro. Provenzano & Ciancimino, corleonesi doc: il boss di Cosa Nostra e il sindaco di Palermo tra mafia, politica e affari, dagli anni Sessanta ai giorni nostri, Milano, Rizzoli, 2007.
- Lirio Abbate e Peter Gomez, I complici. Tutti gli uomini di Bernardo Provenzano da Corleone al Parlamento, Roma, Fazi Editore, 2007.
- Alfonso Sabella, Cacciatore di mafiosi, Milano, Mondadori, 2008, ISBN 978-88-04-57715-7.
- Giuseppe Bascietto, Claudio Camarca, Pio La Torre, Una Storia Italiana, Aliberti editore, prefazione del Presidente della Repubblica Giorgio Napolitano, 2008.
- Giuseppe Ayala, Chi ha paura muore ogni giorno. I miei anni con Falcone e Borsellino, Milano, Mondadori, 2008.
- Francesco Petrotta, La strage e i depistaggi. Il castello d'ombre su Portella della Ginestra, prefazione di Salvatore Lupo, Roma, Ediesse, 2009.
- Alessandra Dino, Gli ultimi padrini. Indagine sul governo di Cosa Nostra, Roma-Bari, Editore Laterza, 2011.
- John Follain, Vendetta: The Mafia, Judge Falcone, and the Quest for Justice, Londra, Hodder & Stoughton, 2012. Edizione italiana: I 57 giorni che hanno sconvolto l'Italia. Perché Falcone e Borsellino dovevano morire?, Roma, Newton & Compton, 2012.
- John Dickie, Mafia Republic: Italy's Criminal Curse. Cosa Nostra, 'Ndrangheta and Camorra from 1946 to the Present, Londra, Hodder & Stoughton, 2013. Edizione italiana: Mafia Republic: Cosa Nostra, camorra e 'ndrangheta dal 1946 a oggi, Roma-Bari, Editori Laterza, 2014.
- Francesco Petrotta, Salvatore Giuliano, uomo d'onore. Nuove ipotesi sulla strage di Portella della Ginestra, Palermo, Edizioni La Zisa, 2018.
- Attilio Bolzoni, Il Padrino dell'Antimafia, Milano, Zolfo editore, 2019.
- Nuccio Anselmo, Giuseppe Antoci, La mafia dei pascoli. La grande truffa all'Europa e l'attentato al Presidente del Parco dei Nebrodi, prefazione di Gian Antonio Stella, Soveria Mannelli, Rubbettino, 2019.
- Sebastiano Ardita, Cosa Nostra S.p.A. Il patto economico tra criminalità organizzata e colletti bianchi, Roma, Paper First, 2020.
- Salvo Palazzolo, I fratelli Graviano. Stragi di mafia, segreti, complicità, Bari-Roma, Editori Laterza, 2022.
- Enrico Deaglio, Qualcuno visse più a lungo. La favolosa protezione dell'ultimo padrino, Milano, Feltrinelli, 2022.